# بوداگرایی ژاپنی
بوداگرایی در ژاپن یا بودیسم ژاپنی اولین بار در ژاپن در قرن ششم پس از میلادی به ژاپن وارد شد. مطابق با نیهون‌شوکی معرفی آیین بودا در ژاپن در سال ۵۵۲ میلادی، در زمان پادشاهی باکجه در کشور کره و توسط راهبان بودایی آغاز شده است. آیین بودایی تأثیر عمده ای در توسعه جامعه ژاپن داشته و تا به امروز یکی از جنبه‌های اثرگذار در فرهنگ این کشور است.
اکثر بودائیان ژاپنی متعلق به مکاتب جدید بودایی هستند که در دوره کاماکورا (۱۱۸۵–۱۳۳۳) بنیان‌گذاری شدند. در طول دوره ادو (۱۶۰۳–۱۸۶۸)، بودیسم تحت کنترل شوگون‌سالاری توکوگاوا بود. دوره میجی (۱۸۶۸–۱۹۱۲) با آزار و اذیت و جدایی اجباری بین بودیسم و شینتو (شینبوتسو بونری)، یک واکنش قوی علیه بودیسم به وجود آمد. تا سال ۲۰۲۲، حدود ۷۰٫۸ میلیون نفر یا حدود ۶۷ درصد از کل جمعیت ژاپن، بودایی هستند. بزرگ‌ترین فرقه‌های بودیسم ژاپنی بوداگرایی پاک‌بوم با ۲۲ میلیون ایماندار، پس از آن بوداگرایی نیچیرن با ۱۰ میلیون ایماندار، شینگون با ۵٫۴ میلیون، ذن بودیسم با ۵٫۳ میلیون، تندای با ۲٫۸ میلیون و فقط حدود ۷۰۰۰۰۰ برای شش فرقه قدیمی تأسیس شده در دوره نارا (۷۱۰–۷۹۴)، در ژاپن هستند.

## تاریخ

### بودیسم اولیه (قرن ۵–۱۳)

#### ورود و گسترش اولیه بودیسم
بودیسم که در هند سرچشمه گرفت، ابتدا با از طریق جاده ابریشم به چین و کره راه یافت و سپس از طریق دریا به مجمع‌الجزایر ژاپن وارد شد. اگرچه اغلب در دانشگاه‌های غربی نادیده گرفته می‌شود، اما بودیسم علاوه بر حوزه فرهنگی شرق آسیا (کشورهای تحت تأثیر فرهنگ چین)، از طریق راه‌های تجاری در سراسر آسیای جنوب شرقی نیز منتقل شد. به این ترتیب، بودیسم اولیه ژاپن به شدت تحت تأثیر بوداگرایی چینی و بوداگرایی کره‌ای است که تحت تأثیر مهایانه هندی بودند. اگرچه اکثر محققان زمان معرفی بودیسم را ذر اواسط قرن ششم می‌دانند، دیل و روپرت خاطرنشان می‌کنند که مهاجران شبه جزیره کره، و همچنین بازرگانان و ملوانانی که در سرزمین اصلی رفت و آمد می‌کردند، احتمالاً بودیسم را را مستقل از انتقالی که در تواریخ دربار ثبت شده است، با خود آوردند. به عنوان مثال، دوره هی‌آن فوسو ریاکوکی (سالنامه‌های مختصر ژاپن)، از خارجی‌ای که در ژاپنی به نام شیبا نو تاتسوتو شناخته می‌شود، اشاره می‌کند که احتمالاً چینی‌تبار، پادشاهی بکجه متولد شده است. یا از نوادگان یک گروه مهاجر در ژاپن. گفته می‌شود که او یک کلبه کاهگلی در یاماتو ساخت و یک شیء عبادی را در آنجا نگهداری کرد. مهاجرانی مانند این ممکن است منبعی برای حمایت بعدی خاندان سوگا از بودیسم بوده باشند.
نیهون شوکی تاریخ ۵۵۲ را برای زمانی که پادشاه سونگ از بکجه از پادشاهی بکجه (اکنون غرب کره جنوبی)) مأمورانی به امپراتور کینمی فرستاد که تصویری از گوتاما بودا، بنرهای آیینی، و سوترا‌ها را با خود حمل کردند. این رویداد معمولاً معرفی رسمی بودیسم به ژاپن در نظر گرفته می‌شود. هر دو تاریخ غیرقابل اعتماد هستند. با این حال، هنوز هم می‌توان گفت که در اواسط قرن ششم، بودیسم از مجاری رسمی دیپلماتیک معرفی شد. به گفته «نیهون شوکی»، پس از دریافت هدایای بودایی، امپراتور ژاپن از مقامات خود پرسید که آیا باید بودا در ژاپن پرستش شود؟ آنها در مورد این موضوع اختلاف نظر داشتند و سوگا نو اینامه (۵۰۶–۵۷۰) از این ایده حمایت کردند در حالی که مونونوبه نو اوکوشی و ناکاتومی نو کاماکو نگران بودند که کامی ژاپن از این موضوع عصبانی شود. پرستش خدای بیگانه سپس «نیهون شوکی» بیان می‌کند که امپراتور فقط به خاندان سوگا اجازه داد بودا را بپرستند تا آن را آزمایش کنند.
بنابراین، قدرتمندان خاندان سوگا نقش اساسی در گسترش اولیه آیین بودا در کشور داشتند. حمایت آنها، همراه با گروه‌های مهاجری مانند خاندان هاتا، انگیزه اولیه بودیسم را در ژاپن همراه با اولین معبد آن (به عنوان هوکوجی) ایجاد کرد. ناکاتومی و مونونوبه نو اوکوشی با این حال به مخالفت با سوگا ادامه دادند و پرستش خود را به دلیل بیماری و بی نظمی که در کشور بود، مقصر دانستند. حتی گفته می‌شود که این مخالفان بودا، تصویر بودا را به کانال نانیوا انداختند. در نهایت جنگ آشکار شروع شد. طرف سوگا، به رهبری سوگا نو اوماکو و یک جوان شاهزاده شوتوکو تایشی پیروز ظاهر شد و با حمایت دربار، بودیسم را در مجمع الجزایر ترویج کردند و موجب گسترش آن شدند.
بر اساس منابع سنتی، شاهزاده شوتوکو تایشی به‌عنوان یک بودایی سرسخت دیده می‌شود که بودیسم را به‌طور گسترده، به‌ویژه در دوران سلطنت امپراتریس سوئیکو (۵۵۴–۱۵ آوریل ۶۲۸) تدریس، نوشت و بودیسم را ترویج کرد. همچنین اعتقاد بر این است که او فرستادگانی را به چین فرستاده است و حتی به عنوان یک بوداسف که بنیان‌گذار واقعی بودیسم ژاپنی است، از نظر معنوی موفق دیده می‌شود. مورخان مدرن بسیاری از این را مورد تردید قرار داده‌اند و بیشتر آن را ساخته شده به روش قدیس‌نگاری می‌دانند. نقل قول معروف منسوب به شوتوکو که پایه و اساس باور بودایی در ژاپن شد، به این صورت ترجمه می‌شود: «جهان بیهوده و توهم‌آمیز است و فقط قلمرو بودا واقعیت دارد». با این حال، صرف نظر از نقش تاریخی واقعی او، شکی نیست که شوتوکو به یک چهره مهم در افسانه بودایی ژاپنی تبدیل شد که بلافاصله پس از مرگش، آغاز شد.
سنت‌های جاودانگی تائوئیست و تبدیل شدن به «سن نین» در دوران بودیسم اولیه به ژاپن راه یافت، و بودیسم آنها را جذب کرد. این داستان‌ها «تحت تأثیر بودایی‌ها» «با برخی از راهبان زاهدی مرتبط بود که به سوره نیلوفر ارادت داشتند».

#### بودیسم آسوکا (۵۵۲–۶۴۵)
دوره آسوکا (۵۳۸ تا ۷۱۰) بودیسم (آسوکا بوکّیو) به عمل و تفکر بودایی اشاره دارد که عمدتاً پس از سال ۵۵۲ در منطقه حوضه نارا شکل گرفت.
بودیسم در اینجا از طریق حمایت و تلاش دو گروه اصلی رشد کرد: گروه‌های خویشاوندی مهاجر مانند خاندان هاتا (که در فن آوری چینی و همچنین فرهنگ فکری و مادی متخصص بودند) و از طریق خاندان‌های اشرافی مانند خاندان سوگا. گروه‌های مهاجری مانند راهبان کره‌ای که ظاهراً شوتوکو را آموزش می‌دادند، آموزش بودایی، مدیریت، تمرین آیینی و مهارت‌های ساخت هنر و معماری بودایی را معرفی کردند. آنها شامل افرادی مانند اکان (تاریخ نامشخص)، یک راهب امپراتوری گوگوریو از مدرسه مادایاماکا بودند، که (طبق گفته نیهون شوکی) به بالاترین رتبه پیشوای اولیه صومعه ("سوجو") منصوب شد. گذشته از گروه‌های مهاجر بودایی، بودیسم آسوکا عمدتاً زیر نظر گروه‌های اشرافی مانند خاندان سوگا و سایر خاندان‌های مرتبط بود که از معابد خاندانی به عنوان راهی برای ابراز قدرت و نفوذ خود حمایت می‌کردند. این معابد عمدتاً بر اجرای مراسمی متمرکز بودند که اعتقاد بر این بود که تأثیرات جادویی مانند محافظت را ارائه می‌دهند. در این دوره، هنر بودایی تحت سلطه سبک توری بوشی بود که از یک خانواده مهاجر کره ای آمده بود.

#### بودیسم هاکوهو (۶۴۵–۷۱۰)
دوره هاکوهو (۶۷۳ تا ۶۸۶) بودیسم (هاکوهوبه امپراتور تنمو اشاره می‌کند) شاهد حمایت رسمی بودیسم توسط خانواده امپراتوری ژاپن بود که جایگزین خاندان سوگا به عنوان حامیان اصلی بودیسم شد. بودیسم ژاپنی در این زمان نیز تحت تأثیر بودیسم سلسله تانگ (۶۱۸–۹۰۷) بود. همچنین در این زمان بود که بودیسم از ولایت یاماتو به سایر مناطق و جزایر ژاپن گسترش یافت. بخش مهمی از اصلاحات متمرکز این دوران (اصلاحات تایکا) استفاده از نهادها و آیین‌های بودایی (اغلب در کاخ یا پایتخت) در خدمت دولت بود. دولت امپراتوری نیز به‌طور فعال معابد بودایی و همچنین جامعه رهبانی را ساخت و مدیریت کرد. برخی از این معابد عبارتند از Kawaradera و یاکوشی-جی. تحقیقات باستان‌شناسی همچنین معابد محلی و منطقه ای متعددی را در خارج از پایتخت نشان داده است. در معابد دولتی، آیین‌های بودایی به منظور ایجاد شایستگی برای خانواده سلطنتی و رفاه ملت انجام می‌شد. توجه خاصی به آیین‌هایی که حول سوتراهای بودایی (متون مقدس) متمرکز شده بودند، مانند «سوترای فروغ زرین» معطوف شد. جامعه رهبانی تحت نظارت دفتر رهبانی سلطنتی پیچیده و سلسله مراتبی «سوگو» (sōgō) بود، که همه چیز را از کد رهبانی گرفته تا رنگ لباس‌ها مدیریت می‌کرد.

#### بودیسم نارا (۷۱۰–۷۹۴)

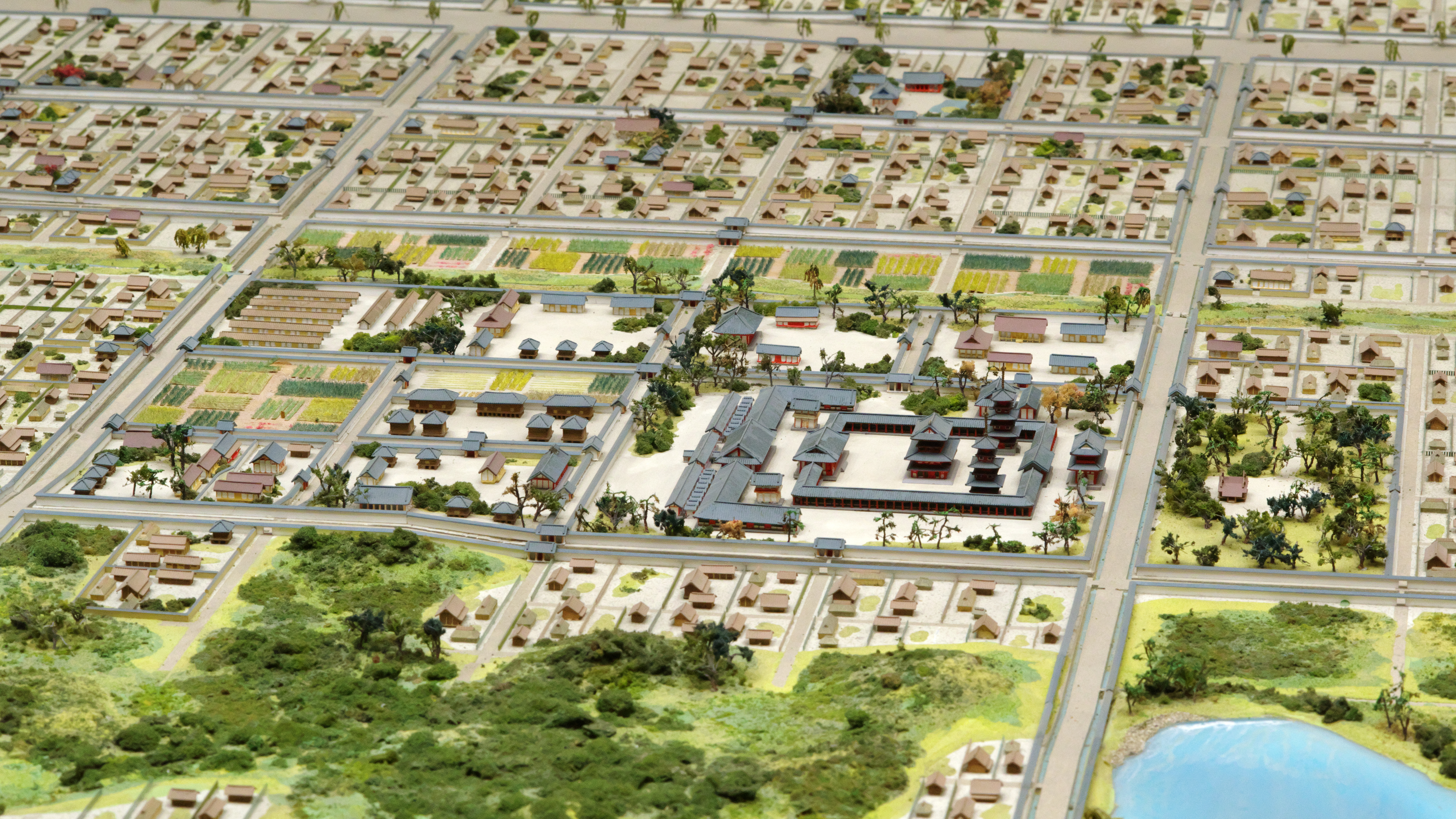
مدل یاکوشی جی، معبد بزرگ امپراتوری نارا

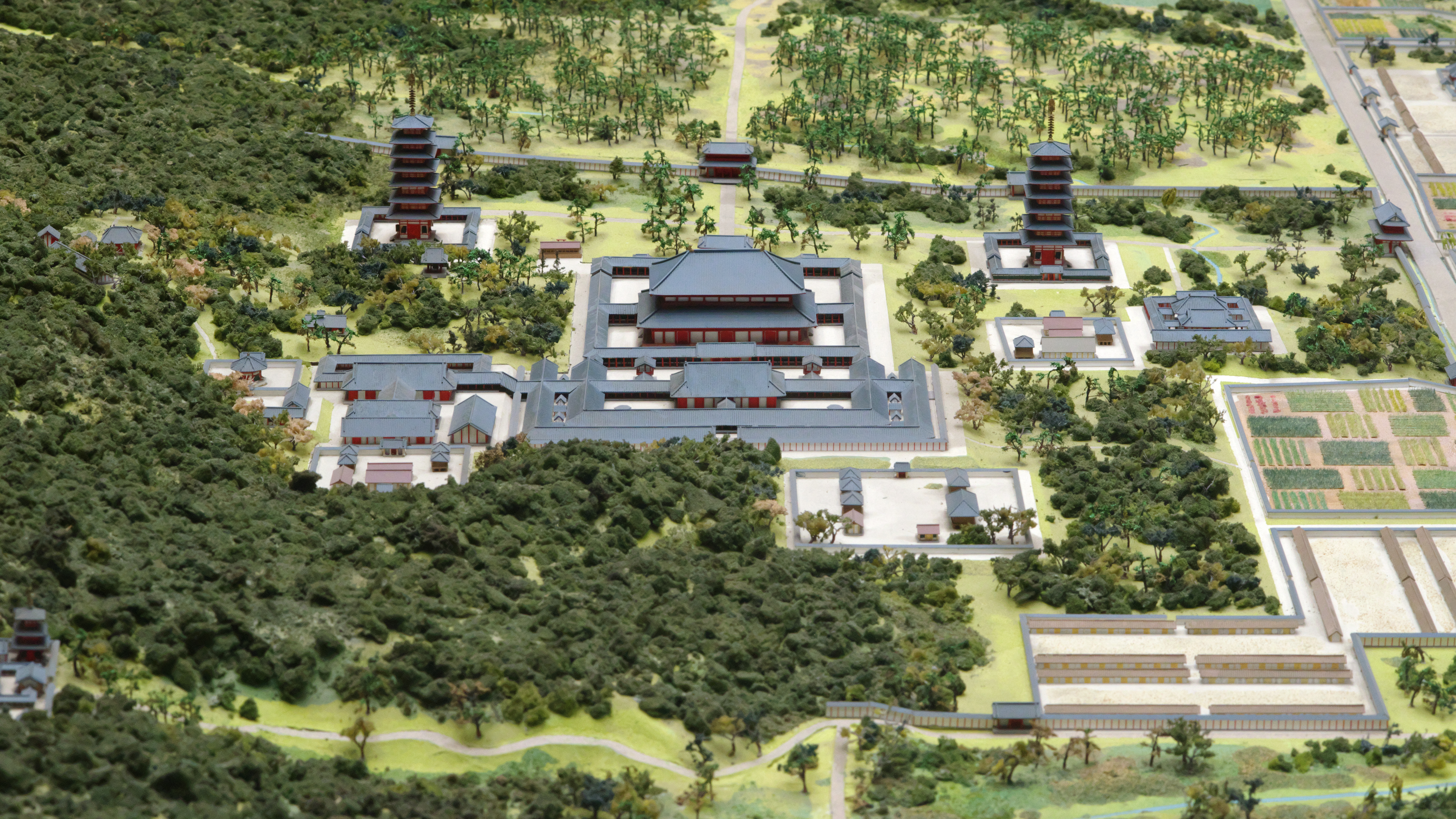
مدل garan Todai-ji که از ضلع شمالی دیده می‌شود

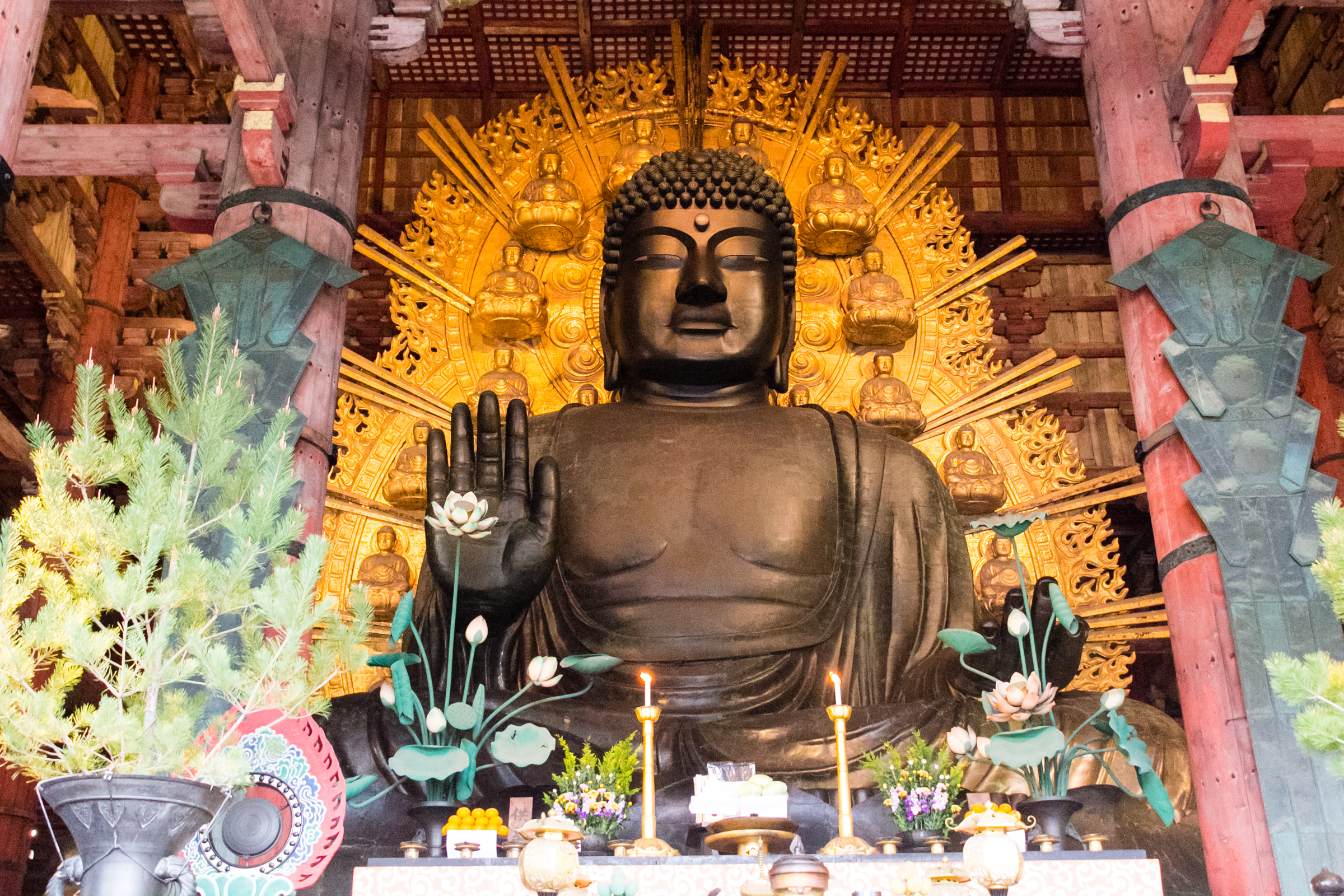
بودای بزرگ تودای جی (دای بوتسو)

در سال ۷۱۰، امپراتریس گنمی پایتخت ایالت را به هیجو-کیو، (نارا (شهر) امروزی) منتقل کرد و بدین ترتیب دوره نارا را افتتاح کرد. در این دوره سیستم کوکوبون-جی ایجاد شد که راهی برای مدیریت معابد استانی از طریق شبکه ای از معابد ملی در هر استان بود. سر معبد کل سیستم تودای‌جی بود (در سال ۷۵۲ تکمیل شد).
حمایت مالی ایالت نارا شاهد توسعه شش مدرسه بزرگ نارا به نام Nanto Rokushū (南都六宗 روشن بود. شش فرقه پایتخت جنوبی)، همگی ادامه مکاتب بودایی چینی بودند. معابد این مدارس به مکان‌های مهمی برای مطالعه آموزه بودایی تبدیل شدند. شش مدرسه نارا عبارت بودند از:
1. ریتسو (وینایا)
2. جوجیتسو (Tattvasiddhi)
3. کوشا-شو (Abhidharmakosha)
4. سانرونشو (مادهیاماکا آسیای شرقی)
5. هوسّو (یوگه‌چاره آسیا)
6. که‌گون (Huayan)[۲۹]

این مدارس در اطراف پایتخت قرار داشتند که در آن معابد بزرگی مانند هوکوجی و تودای‌جی ساخته شده بودند. تأثیرگذارترین معابد به نام «هفت معبد بزرگ پایتخت جنوبی» («نانتو شیچی دایجی») شناخته می‌شوند. معابد سازمان‌های انحصاری و فرقه ای نبودند. در عوض، معابد برای داشتن دانشمندانی متبحر در چندین مکتب فکری مناسب بودند. پیشنهاد شده است که آنها را به بهترین نحو می‌توان به عنوان «گروه‌های مطالعه» در نظر گرفت.
معابد دولتی به انجام مراسم متعدد برای خیر ملت و خانواده امپراتوری ادامه دادند. تشریفات با محوریت متون مقدسی مانند «نور طلایی» و «سوره نیلوفر». یکی دیگر از عملکردهای کلیدی معابد دولتی، رونویسی متون مقدس بودایی بود، که به عنوان شایستگی بسیاری به نظر می‌رسید. توسط دفتر رهبانی ایالت از طریق یک قانون گسترده رهبانی، و درجات رهبانی با درجات دولتی تطبیق داده شد. مقامات. همچنین در این دوره بود که نیهون شوکی نوشته شد، متنی که تأثیر قابل توجه بودایی را نشان می‌دهد. راهب دوجی (?–۷۴۴) ممکن است در تدوین آن نقش داشته باشد.
دولت نخبه تحت حمایت بودیسم نارا تنها نوع بودیسم در این زمان نبود. همچنین گروه‌هایی از رهبانان یا کشیش‌های غیررسمی (یا خود انتصاب‌شده؛ «شیدو سونی») وجود داشتند که یا به‌طور رسمی از طریق کانال‌های دولتی منصوب و آموزش ندیده بودند، یا اینکه موعظه و تمرین خارج از سیستم را انتخاب کردند. این راهبان «غیررسمی» اغلب در معرض مجازات دولتی قرار می‌گرفتند. رویه آنها می‌توانست شامل عناصر پرستش دائوئیست و بومی کامی نیز باشد. برخی از این چهره‌ها بسیار محبوب شدند و منبع انتقاد بودیسم پیچیده، آکادمیک و بوروکراتیک پایتخت بودند.
- نقاشی روی ابریشم نیمه افسانه ای شاهزاده شوتوکو تایشی، اولین حامی اصلی بودیسم در ژاپن
- بودای بزرگ آسوکا-درا، قدیمی‌ترین مجسمه بودا در ژاپن، و نمونه ای از سبک توری
- کانون یومدونو، نمونه دیگری از سبک توری

#### بودیسم دوره هی‌آن اولیه (۷۹۴–۹۵۰)

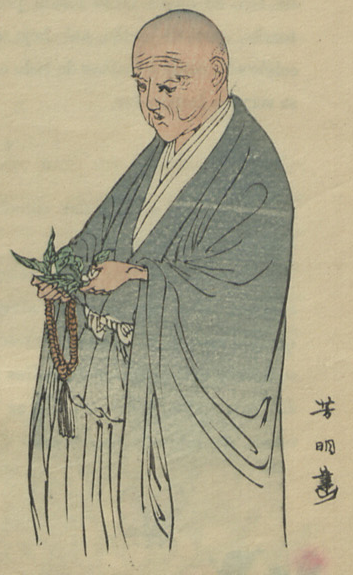
نمونه‌ای از Saichō با برگ‌های چای. او به خاطر معرفی چای به ژاپن معروف است.

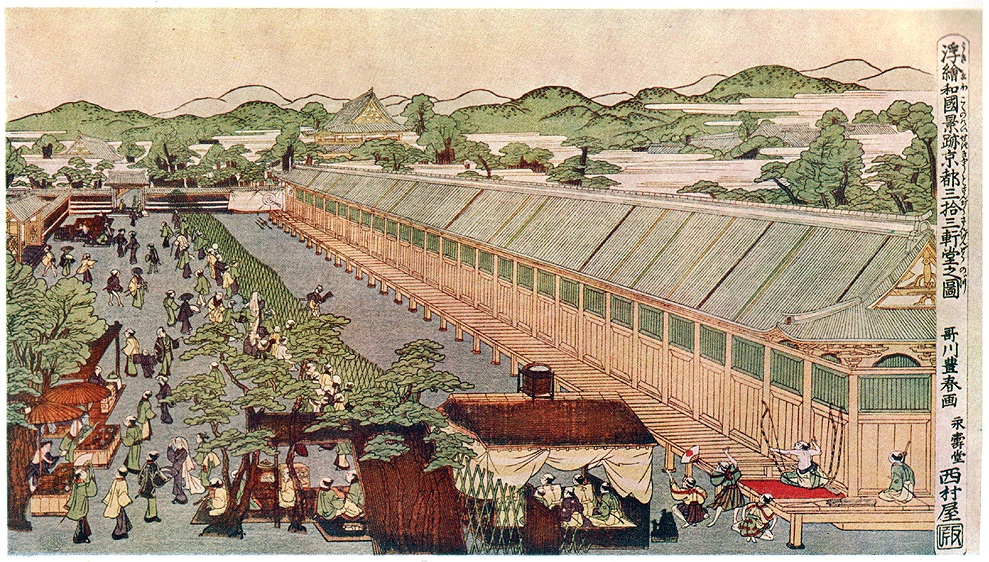
"سانجوسانگن-دو در کیوتو،" چاپی از معبد تندای، توسط اوتاگاوا تویوهارو،

در طول دوره هی‌آن، عمدتاً به دلایل اقتصادی و استراتژیک، پایتخت توسط امپراتور کانمو به کیوتو (در آن زمان به نام هی‌آن-کیو) منتقل شد. مانند قبل، نهادهای بودایی به ایفای نقش کلیدی در ایالت ادامه دادند، به‌ویژه کانمو حامی قوی مکتب تندای جدید سایچو (۷۶۷–۸۲۲) بود. سایچو، که مدرسه تیانتای را در چین مطالعه کرده بود، مجموعه معبد تأثیرگذار معبد انریاکو را تأسیس کرد. انریاکو در کوه هیئی، سیستم جدیدی از مقررات رهبانی را بر اساس احکام بودیساتوا توسعه داد. این سیستم جدید به اتندای اجازه داد تا خود را از کنترل مستقیم دولت رها کند.
همچنین در این دوره، مدرسه شینگون (از سانسکریت: «مانترا») به رهبری کوکای در کشور بنیان‌گذاری شد. این مدرسه همچنین تحت حمایت دولتی قرار گرفت و عناصر باطنی وجره‌یانه (همچنین به عنوان «میککیو»، «آموزش مخفی») معرفی شد.
دودمان جدید بودایی شینگون و تندای نیز تا حدودی مستقل از کنترل دولت توسعه یافتند، تا حدی به این دلیل که اهمیت نظام قدیمی برای اشراف هی‌آن کمتر می‌شد. این دوره همچنین شاهد افزایش جدایی رسمی بین مدارس مختلف بود که دلیل آن سیستم جدیدی بود که مدرسه خاصی را مشخص می‌کرد که یک راهب امپراتوری «ننبوندوشا» ("nenbundosha") به آن تعلق داشت.

#### بودیسم دوره هی‌آن بعد (۹۵۰–۱۱۸۵)

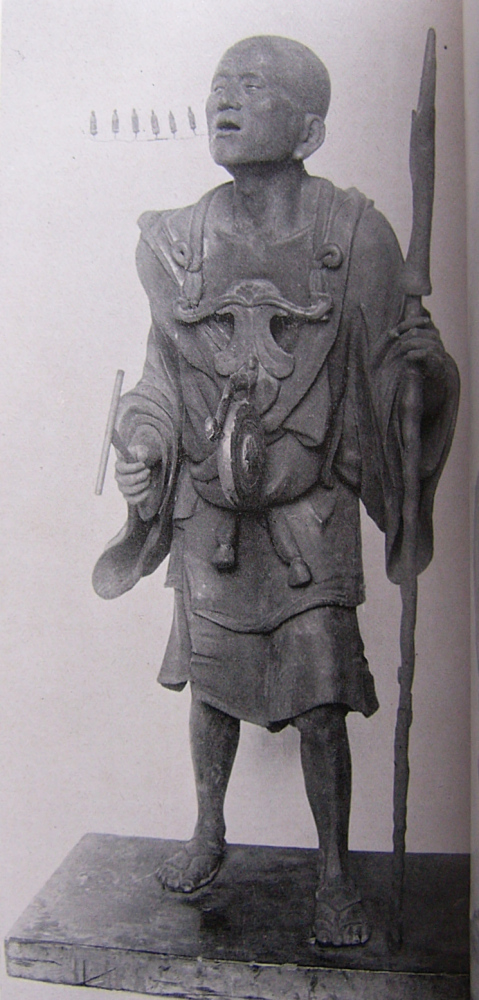
مجسمه کویا اثر کوشو، پسر اونکی، متعلق به دهه اول قرن سیزدهم. شش هجای نیانفو، «na-mu-a-mi-da-butsu»، به معنای واقعی کلمه توسط شش شکل کوچک آمیدا که از دهان کویا جاری می‌شوند، نشان داده می‌شوند.

در این دوره، مجموعه ای از مراسم سالانه دادگاه ("nenjū gyōji") ادغام شد. بودیسم تندای به ویژه تأثیرگذار بود و احترام به "سوترای نیلوفر آبی" محبوبیت بیشتری پیدا کرد، حتی در میان طبقه پایین و جمعیت غیر اشرافی، که اغلب گروه‌های مذهبی مانند "مقدسان نیلوفر آبی" را تشکیل می‌دادند. ("hokke hijiri" یا "jikyōja") و زاهدان کوهستانی (شوگنجا). شوگندو نمونه ای از ادغام شینتو کوه‌پرستی است. و بودیسم هدف تمرین‌کنندگان شوگندو نجات توده‌ها با کسب قدرت‌های فراطبیعی از طریق آموزش سخت در حین راه رفتن در میان کوه‌های شیب‌دار است.
علاوه بر این، در این دوران، سنت‌های جدید بودایی شروع به توسعه کردند. در حالی که برخی از اینها در آنچه به عنوان بودیسم «کاماکورای جدید» نامیده می‌شود، گروه‌بندی شده‌اند، آغاز آنها را می‌توان در اواخر هی‌آن دنبال کرد. این شامل تمرین ژاپنی بوداگرایی پاک‌بوم می‌شود که بر تفکر و سرود «نیانفو»، نام بودا آمیتابه تمرکز دارد، به امید تولد دوباره در زمین بودا از سوکهاوتی. این عمل ابتدا در صومعه‌های تندای رایج بود اما سپس در سراسر ژاپن گسترش یافت. متن‌هایی که دربارهٔ معجزات مرتبط با بوداها و بودیساتواها صحبت می‌کردند در این دوره رایج شدند. با متونی که تشریفات تشریفات بستر مرگ را تشریح کردند.
در این دوره، برخی معابد بودایی گروه‌هایی از راهبان جنگجو به نام سوهی را تأسیس کردند. این پدیده در معابد تندای آغاز شد، زیرا آنها برای نفوذ سیاسی با یکدیگر رقابت می‌کردند.
همچنین روحانیون نیمه مستقلی (که شونین یا هژیری، «مقدسان» نامیده می‌شدند) بودند که دور از صومعه‌های بزرگ بودایی زندگی می‌کردند و به مردم موعظه می‌کردند. این چهره‌ها بسیار بیشتر از سایر راهبان با مردم ارتباط داشتند. شناخته‌شده‌ترین این چهره‌ها کویا (راهب) (alt) بود. Kōya 903-972)، که در سراسر استان‌ها سرگردان بود و در کارهای خوب ("سازن")، موعظه در تمرین nembutsu و کار با محلی. تعاونی‌های بودایی ("zenchishiki") برای ایجاد تصاویری از بودیساتواها مانند کاننون.

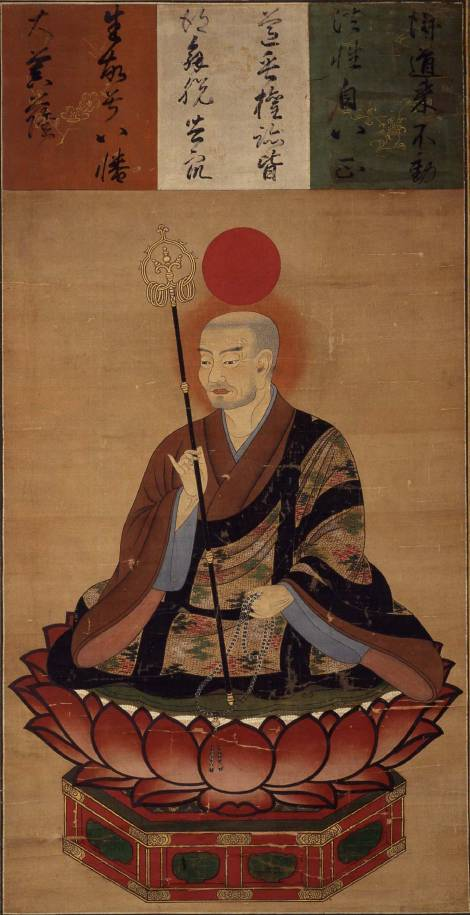
طوماری که کامی هاچیمن را در لباس یک راهب بودایی به تصویر می‌کشد، نمونه‌ای از شینبوتسو-شوگو (هماهنگی کامی و بوداها).

تحول مهم دیگر در این دوران این بود که راهبان بودایی اکنون به‌طور گسترده توسط دولت تشویق می‌شدند تا برای نجات ژاپنی «کامی» (موجودات الهی در شینتو) دعا کنند. ادغام خدایان شینتو با آیین بودایی در این زمان جدید نبود. قبلاً در قرن هشتم، برخی از زیارتگاه‌های اصلی شینتو (جینگو-جی شامل راهبان بودایی بود که آیین‌هایی را برای خدایان شینتو برگزار می‌کردند. یکی از اولین چهره‌های این چنینی «بودیساتوای بزرگ هاچیمان» (هاچیمان دایبوساتسسو) بود که در کیوشو محبوب بود.
مکان‌های پرطرفدار برای زیارت و اعمال مذهبی، مانند کومانو کادو، شامل پرستش کامی و پرستش بوداها و بودیساتواها بود که اغلب با یکدیگر مرتبط بودند. علاوه بر این، معابدی مانند تودای-جی همچنین دارای زیارتگاه‌هایی برای پرستش کامی بودند (در مورد Tōdai-ji، کامی شوکونگوجین بود که در ورودی عقب آن قرار داشت).
راهبان بودایی رابطه خود را با کامی به روش‌های مختلف تفسیر کردند. برخی راهبان آنها را فقط موجودات دنیوی می‌دانستند که می‌توان برای آنها دعا کرد. دیگران آنها را مظهر بوداها و بودیساتواها می‌دانستند. به عنوان مثال، راهب کوه هیئی، اریو، کامی را به عنوان «ردپای» (سویجاکو) بودا می‌دید. این ایده، که sence-trace (هونجی-سوی جاکو) نامیده می‌شود، تأثیر زیادی در سراسر دوران قرون وسطی خواهد داشت.

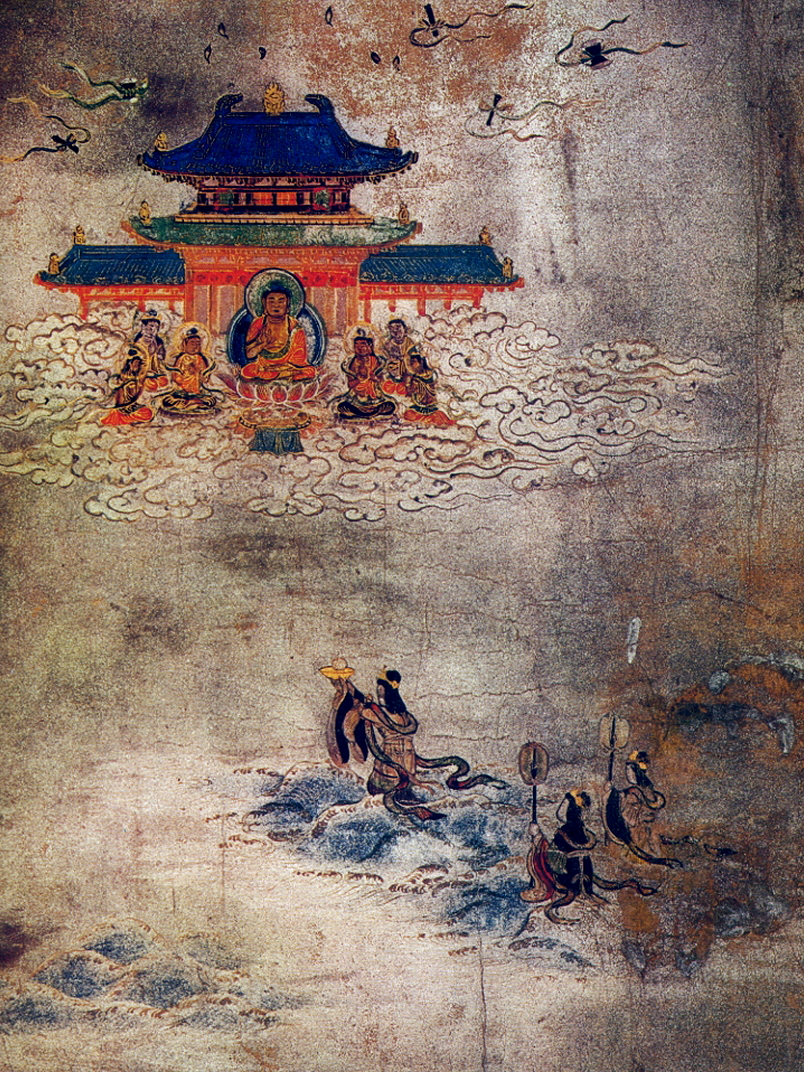
هنر سوترا از "هیکو-نوکیو"، فصل ۱۲.

کپی و نگارش کتاب مقدس بودایی در این دوره رواج داشت. به عنوان تولیدکننده شایستگی (کارمای خوب) دیده می‌شد. پرتره‌های هنری که وقایع کتاب مقدس را به تصویر می‌کشند نیز در این دوران بسیار محبوب بودند. از آنها برای ایجاد شایستگی و همچنین برای موعظه و تعلیم آموزه استفاده می‌شد. "سوترای محفوظ خاندان تایرا" ("هیکن کیو")، یکی از بزرگ‌ترین نمونه‌های هنر تجسمی بودایی از این دوره است. این یک لوتوس سوترا با مصور استادانه است که در معبد ایتسوکوشیما نصب شده است.
عبادت بودایی در این دوران نیز مفصل تر و کاربردی تر شد. مناسکی مانند مجلس توبه ("که‌کا'ئه") در هوجو-جی توسعه یافته است که شامل موسیقی استادانه، رقص و سایر اشکال اجرا می‌شود. معابد و صومعه‌های بزرگی مانند معبد سلطنتی و کوفوکجی نیز محل اجرای تئاتر سارو گاکو (که خاستگاه نو (تئاتر) است) نیز شد. به عنوان هنرهای اننن ("افزایش طول عمر") که شامل رقص و موسیقی بود. از نظر اعتقادی، این هنرهای نمایشی به عنوان وسایل ماهرانه (هوبن, اسکت.اوپایا) برای آموزش بودیسم تلقی می‌شد. راهبان متخصص در چنین هنرهایی یوسو ("راهبان هنری") نامیده می‌شدند.
راه دیگر انتقال پیام بودایی از طریق رسانه شعر بود که هم شعر چینی کانشی و هم شعر ژاپنی (واکا (شعر) را شامل می‌شد. نمونه‌ای از واکا با مضمون بودایی، «هوشین واکا شو» شاهدخت سنشی (۹۶۴–۱۰۳۵) ja:選子内親王 است (مجموعه واکا ذهن بیداری، ۱۰۱۲). رویه درباری روئی (اجرای شعر با موسیقی) در دودمان تندای و شینگون نیز مورد استفاده قرار گرفت. هم راهبان و هم افراد عادی در محافل شعر («کادان») مانند حلقه نینا جی که توسط شاهزاده شوکاکو (۱۱۵۰–۱۲۰۲) حمایت می‌شد، ملاقات می‌کردند.

### بودیسم کاماکورا (۱۱۸۵–۱۳۳۳) - مکاتب جدید بودیسم
دوره کاماکورا (۱۱۸۵–۱۳۳۳) دوره بحرانی بود که در آن کنترل کشور از اشراف امپراتوری به سامورایی منتقل شد. در سال ۱۱۸۵ شوگون‌سالاری کاماکورا در کاماکورا، کاناگاوا تأسیس شد.
در این دوره دودمان یا مکاتب بودایی جدید به وجود آمد که «بودیسم کاماکورا» و «بودیسم جدید» نامیده می‌شوند. همه بنیانگذاران اصلی این دودمان جدید راهبان سابق تندای بودند که در کوه هیئی آموزش دیده بودند و سیستم‌های باطنی و بیرونی بودیسم تندای را مطالعه کرده بودند. در طول دوره کاماکورا، این مدارس جدید به اندازه دودمان قدیمی‌تر، به استثنای مکتب بسیار تأثیرگذار فرقه رینزای ذن، شهرت چندانی پیدا نکردند.
از میان بنیانگذاران چهل و شش فرقه در ذن ژاپن، شانزده نفر استاد چینی، پانزده استاد ژاپنی بودند که در زمان سلطنت [دودمان سونگ] به چین سفر کردند، و پانزده نفر دیگر از استادان ژاپنی بودند که در زمان سلطنت  دودمان یوآن. از چین دیدن کردند.
مدارس جدید شامل دودمان Pure Land مانند هونن (۱۱۳۳–۱۲۱۲) فرقه جودو و شینران (۱۱۷۳–۱۲۶۳) شین بودیسم است که هر دو بر روی تمرین تمرکز داشتند. خواندن نام آمیدا بودا این مکاتب جدید سرزمین خالص هر دو معتقد بودند که ژاپن وارد عصر زوال دارما (mappō شده است و بنابراین دیگر اعمال بودایی مفید نبوده است. اکنون تنها ابزار رهایی، سرود وفادارانه نمبوتسو بود. این دیدگاه توسط شخصیت‌های سنتی‌تری مانند Myō'e مورد انتقاد قرار گرفت. (۱۱۷۳–۱۲۳۲).
پاسخ دیگر به بی‌ثباتی اجتماعی آن دوره، تلاش برخی راهبان برای بازگشت به اجرای صحیح احکام بودایی و همچنین مراقبه بود. این چهره‌ها شامل چهره‌هایی مانند راهب کوفوکجی جوکی (راهب) (۱۱۵۵–۱۲۱۳) و راهب تندای شونجو (۱۱۶۶–۱۲۲۷) است که در پی بازگشت به پایه‌های سنتی مسیر بودایی، تزکیه اخلاقی و تمرین مراقبه بود.
راهبان دیگر سعی کردند به گروه‌های طبقه پایین به حاشیه رانده شده خدمت کنند. راهب Kegon-Shingon Myō'e به دلیل گشودن معبد خود به روی جذامیان، گداها و سایر افراد حاشیه ای مشهور بود، در حالی که استادان دستوراتی مانند ایسون (راهب) (۱۲۰۱–۱۲۹۰) و Ninshō (۱۲۱۷) -۱۳۰۳) همچنین در خدمت رسانی و مراقبت از افراد بیمار و حاشیه نشین، به ویژه گروه‌های رانده شده به نام «غیر اشخاص» (هی‌نین). Deal & Ruppert (2015) p. 122 نینشو یک مرکز پزشکی در گوکوراکو-جی در سال ۱۲۸۷ تأسیس کرد که بیش از ۸۸۰۰۰ نفر را در یک دوره ۳۴ ساله درمان کرد و دانش پزشکی چین را جمع‌آوری کرد.
مجموعه دیگری از مدارس جدید کاماکورا شامل دو مدرسه اصلی ذن ژاپن (رینزای و سوتو (فرقه ذن) است که توسط راهبانی مانند میوآن ایسای و دوگن منتشر شده است. که بر رهایی از طریق بینش مراقبه (زازن) تأکید دارند. دوگن (۱۲۰۰–۱۲۵۳) معلم برجسته مراقبه و راهبایی شد. او دودمان بودیسمان کائودونگ را معرفی کرد که به مکتب سوتو تبدیل شد. او ایده‌هایی مانند عصر پایانی دارما ماپپو ("mappō")، و تمرین بلاگردان را مورد انتقاد قرار داد.

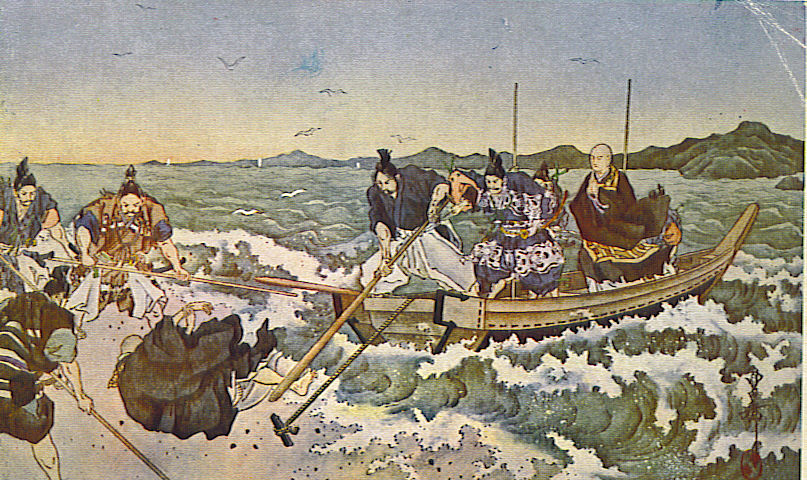
تصویر قرن بیستم از تبعید نیچیرن در سال ۱۲۶۱.

علاوه بر این، در این دوره بود که راهب نیچیرن (۱۲۲۲–۱۲۸۲) شروع به تدریس بودیسم منحصراً مبتنی بر «سوره نیلوفر» خود کرد، که او آن را تنها هدف عبادت معتبر در عصر می‌دید. mappō. نیچیرن معتقد بود که درگیری‌ها و بلایای این دوره ناشی از دیدگاه‌های غلط بوداییان ژاپنی (مانند پیروان سرزمین پاک و بودیسم باطنی) بوده است. نیچیرن به دلیل نظرهای خود با مخالفت‌های زیادی روبرو شد و همچنین دو بار توسط ولایت کاماکورا مورد حمله و تبعید قرار گرفت.

### دوره موروماچی (۱۳۳۶–۱۵۷۳) و دوره آزوچی–مومویاما (۱۵۷۳–۱۶۰۳)

#### بودیسم اواخر قرون وسطی (۱۳۳۶–۱۴۶۷)
در این دوره، «مدارس کاماکورا» جدید به توسعه خود ادامه دادند و شروع به تثبیت خود به عنوان سنت‌های منحصر به فرد و جداگانه کردند. با این حال، همان‌طور که دیل و راپرت اشاره می‌کنند، «بیشتر آنها در حومه قدرت نهادی بودایی و به نوعی گفتمان در این دوره باقی ماندند.» آنها همچنین اضافه می‌کنند که تنها «از اواخر قرن پانزدهم به بعد بود که این دودمان به‌طور فزاینده ای مرکز اعتقاد و عمل بودایی ژاپنی را اشغال کردند». تنها استثنا رینزی ذن است که پیش از این (قرن سیزدهم) به شهرت رسید. در همین حال مکاتب و دودمان «قدیمی» به روشهای خود به رشد خود ادامه دادند و تأثیرگذار باقی ماندند.
استقلال مدارس جدید از مدارس قدیمی به یکباره اتفاق نیفتاد. در واقع، مکاتب جدید برای مدتی تحت تأثیر اعتقادی و سیاسی مکاتب قدیم باقی ماندند. به عنوان مثال، اوهاشی توشیو تأکید کرده است که چگونه در این دوره، فرقه جودو عمدتاً به عنوان یک فرقه فرعی یا شاخه موقت تندای دیده می‌شد. علاوه بر این، همه راهبان فرقه‌های قدیمی با فرقه‌های جدید مخالف نبودند.
در دوران اوج قرون وسطی، قدرت سیاسی غیرمتمرکز بود و مجموعه‌های عبادتگاه-معبد اغلب برای نفوذ و قدرت با یکدیگر رقابت می‌کردند. این مجموعه‌ها اغلب زمین و عمارت‌های متعدد را کنترل می‌کردند و همچنین نیروهای نظامی راهبان جنگجو را حفظ می‌کردند که از آنها برای نبرد با یکدیگر استفاده می‌کردند. در این دوره، فرهنگ مطالعه و یادگیری بودایی به رشد و بالندگی ادامه داد.
علاوه بر این، اگرچه در آن زمان مدارس و دودمان بودایی مستقل متعددی وجود داشت، بسیاری از راهبان منحصراً به یک دودمان تعلق نداشتند و در عوض برای تحصیل و یادگیری در معابد و حوزه‌های علمیه مختلف سفر می‌کردند. این تمایل به تمرین در چندین مدرسه یا دودمان «شوشو کنگاکو» نامیده شد. در دوران قرون وسطی به دلیل افزایش تحرک اجتماعی که بسیاری از راهبان از آن لذت می‌بردند بسیار برجسته تر شد.

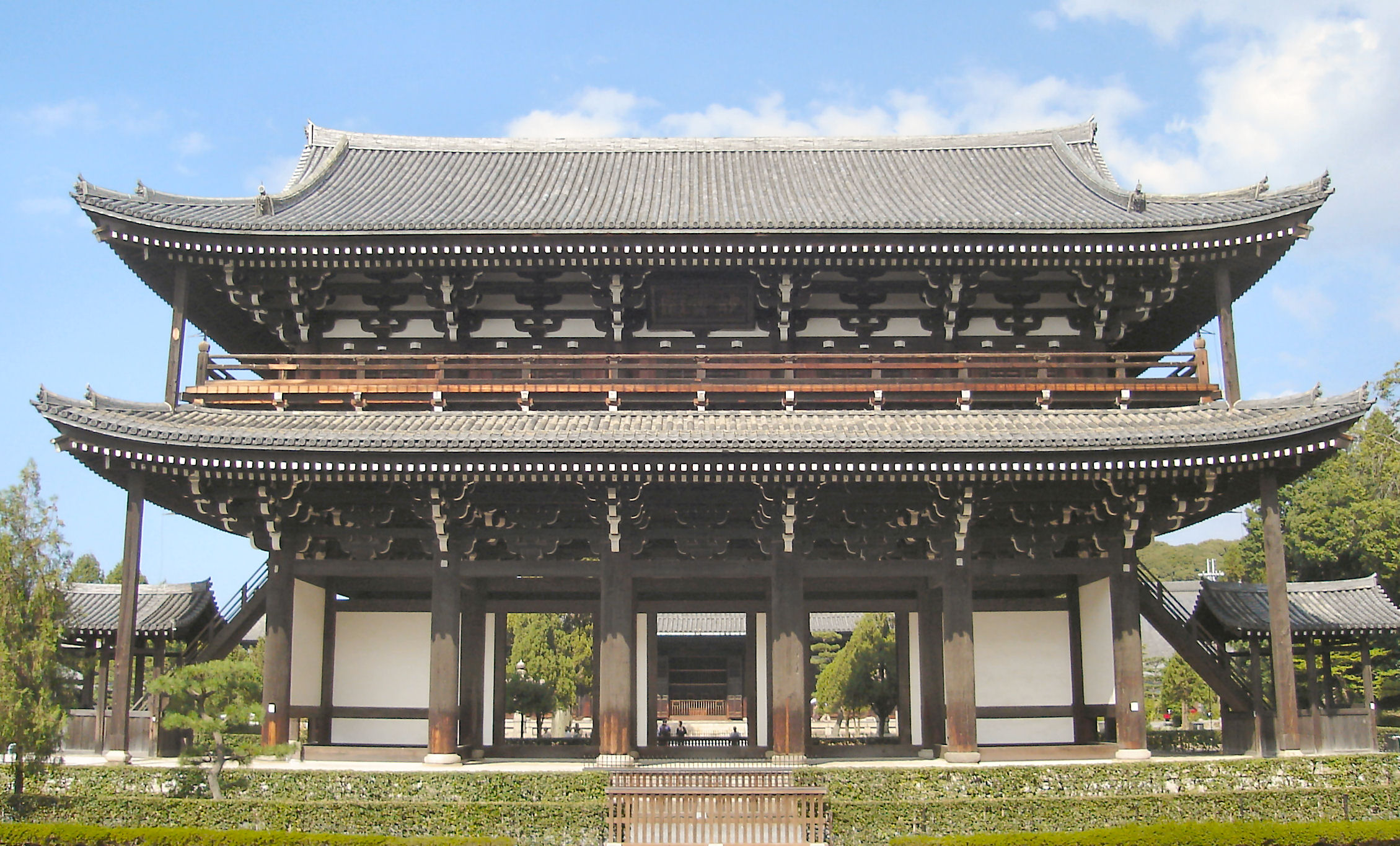
دروازه اصلی توفوکو-جی، قدیمی‌ترین «سانمون» در ژاپن.

هر دو شوگونات کاماکورا (۱۱۹۲–۱۳۳۳) و شوگون‌سالاری آشیکاگا (۱۳۳۶–۱۵۷۳) از "فرهنگ پنج کوه" ("گوزن جیستسو سیدو") حمایت و حمایت کردند. ') از رینزی ذن. این سنت رینزای ذن بر ده معبد "پنج کوه" (پنج در کیوتو و پنج در کاماکورا) متمرکز بود. علاوه بر آموزش مراقبه زازن، آنها همچنین مطالعاتی را در بودیسم باطنی و برخی از اشکال هنری مانند خوشنویسی و شعر دنبال کردند. یکی از شخصیت‌های اولیه رینزای انی بنئن (۱۲۰۲–۱۲۸۰)، یک راهب عالی‌رتبه و تأثیرگذار بود که در نندای و شینگون آغاز شد. او سپس برای مطالعه ذن به چین سفر کرد و بعداً توفوکو-جی را تأسیس کرد.
اعتبارنامه تندای و شینگون چهره‌های رینزای مانند انی نشان می‌دهد که ذن اولیه تباری کاملاً جدا از سایر مکاتب قدیمی نبوده است. در واقع کدهای رهبانی ذن شامل روش‌هایی برای «پرستش بودا، تشییع جنازه، مراسم یادبود ارواح نیاکان، غذا دادن به ارواح گرسنه، ضیافت‌هایی که توسط اهداکنندگان حمایت می‌شود، و خدمات چای که به برجسته کردن سلسله مراتب اداری و اجتماعی کمک می‌کند.»
رینزای قرون وسطایی نیز توسط یک سری از استادان چینی که در طول سلسله سونگ به ژاپن آمدند، مانند ایسان ایچینی (۱۲۴۷–۱۳۱۷) نیرومند شد. ایسان بر علاقه ژاپنی‌ها به ادبیات، خوشنویسی و نقاشی چینی تأثیر گذاشت. ادبیات ژاپنی پنج کوه (گوزان بونگاکو) این تأثیر را منعکس می‌کند. یکی از شاگردان او موسو سوسه‌کی، استاد ذن، خوشنویس، شاعر و طراح باغ بود که توسط امپراتور گو-دایگو عنوان «معلم ذن ملی» را دریافت کرد. شاعران راهب ذن سه‌سون یوبای و کوکان شیرن نیز زیر نظر Issan تحصیل کرد. شیرن همچنین مورخی بود که تاریخ بودایی را گنکو شاکوشو نوشت.
دربار سلطنتی و خانواده‌های نخبه پایتخت نیز هنرهای کلاسیک چینی را که در پنج معبد کوهستانی رینزای تدریس می‌شد، مطالعه کردند. خانواده‌های شوگونال حتی معابد ذن را در کاخ‌های مسکونی خود ساختند. پنج معبد کوهستانی همچنین برنامه چاپ خود را ("Gozan-ban") برای کپی و انتشار انواع مختلفی از ادبیات که شامل سوابق استادان ذن، نوشته‌های شاعران تانگ کلاسیک کنفوسیوس، فرهنگ لغت چینی، آثار مرجع، و متون پزشکی بود، ایجاد کردند.

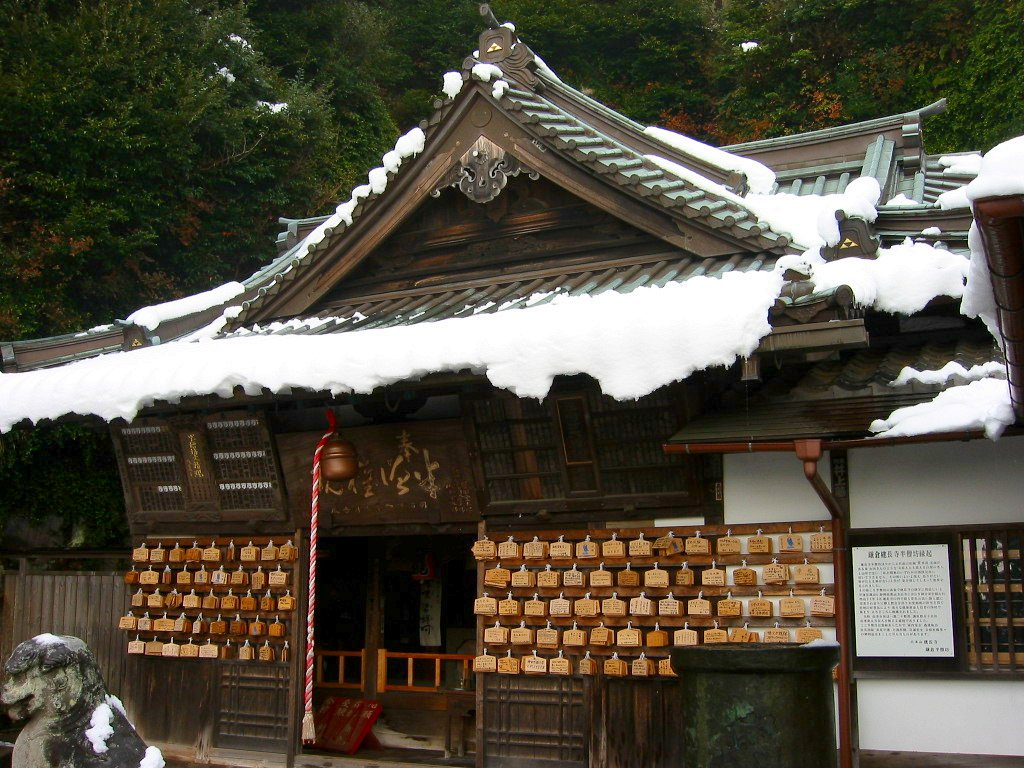
زیارتگاه هونسوبو، زیارتگاه شینتو در معبد رینزای گنچو-جی.

همچنین در این دوره است که دودمان واقعی پرستش کامی «شینتو» در مجتمع‌های معابد بودایی شروع به رشد کردند، دودمان‌هایی که پایه‌ای برای شینتو نهادینه‌شده دوره‌های بعد شدند. بودایی‌ها به توسعه نظریه‌هایی در مورد رابطه بین کامی و بوداها و بودیساتواها ادامه دادند. یکی از این ایده‌ها، "گونکن" ("تجلی موقت")" پرستش کامی را به عنوان اشکال آشکار بوداها ترویج کرد. گروهی از راهبان تندای در کوه هیئی در عین حال فکر "هونگاکو" را در پرستش خود از کامی گنجانده‌اند. ساننو، که در نهایت به عنوان منبع یا "زمینه اصلی" ("هونجی") همه بوداها در نظر گرفته شد (در نتیجه تئوری قدیمی "هونجی سویجاکو" که بودا را به عنوان "" هونجی" می‌دانست). این ایده را می‌توان در کار راهب هیئی سونشون (۱۴۵۱–۱۵۱۴) یافت.

#### بودیسم در اواخر دوره موروماچی (۱۴۶۷–۱۶۰۳) - جنگ اونین

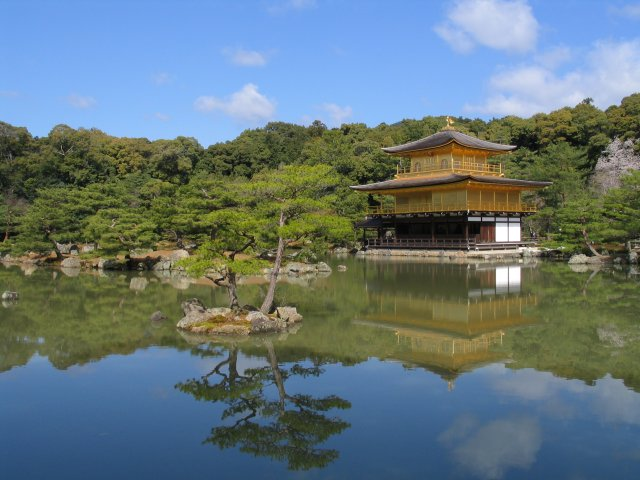
کینکاکو-جی، ("معبد غرفه طلایی")، یک معبد رینزای ذن است که در دوره موروماچی و در جریان جنگ اونین تخریب شد (بعداً بازسازی شد).

با شروع ویرانگری‌های جنگ اونین، در دوره موروماچی شاهد واگذاری کنترل دولت مرکزی و ظهور جنگ‌سالاران منطقه‌ای سامورایی به نام «دایمیوها» و اصطلاحاً «دوره سنگوکو» نامیده می‌شود. در طول این دوران جنگ‌های گسترده، بسیاری از معابد و صومعه‌های بودایی، به ویژه در کیوتو و اطراف آن، ویران شدند. بسیاری از این معابد قدیمی تا قرن ۱۶ و ۱۷ بازسازی نخواهند شد.
در این دوره، مدارس جدید کاماکورا به سطح جدیدی از برجستگی و نفوذ ارتقا یافتند. آنها همچنین در مطالعه و عمل دستخوش اصلاحاتی شدند که آنها را مستقل تر کرد و قرن‌ها دوام آورد. برای مثال، در این دوره بود که راهب سرزمین خالص رننیو (۱۴۱۵–۱۴۹۹) پیروان زیادی برای مدرسه خود ایجاد کرد و هونگان-جی را بازسازی کرد. او اعمال عبادی را با تمرکز بر طومارهای شینران و هونزون که با نمبوتسو حک شده بود، اصلاح کرد. او همچنین از زبان بومی ژاپنی استفاده گسترده‌ای کرد.
دودمان ذن نیز در این دوره به‌طور گسترده در سراسر کشور منتشر شد. یکی از عوامل مؤثر در گسترش آنها (و همچنین در گسترش معابد سرزمین خالص) فعالیت آنها در مراسم تدفین و تشییع جنازه بود. برخی از تالارهای معبد با تمرکز بر آیین‌های مرده زنی (گاهی برای یک خانواده خاص، مانند خاندان توکوگاوا) بازسازی شدند و از این رو به عنوان معابد مرده (بوداجین شناخته شدند. علاوه بر این، در این دوران، مدارسی مانند سوتو ذن، هوک مدارس (نیچیرن) و مدرسه سرزمین خالص رننیو نیز برنامه‌های درسی جامعی را برای مطالعه اعتقادی ایجاد کردند که به آنها اجازه داد تا مدارس خودکفاتر و مستقل‌تر شوند و نیاز راهبان خود را برای مطالعه با مدارس دیگر از بین برد.
همچنین در برنامه مناسک دربار سلطنتی کاهش یافت. به همین دلیل، معابد بودایی که از این دوره جان سالم به در بردند، مجبور شدند به روش‌های جدیدی برای جمع‌آوری کمک‌های مالی روی آورند. جدای از وظایف مرده، این همچنین شامل افزایش بازدید عمومی (kaichōs) از تصاویر پنهان یا باطنی بود.
این دوره همچنین شاهد ظهور لیگ‌های بودایی مبارز (ikki) بود، مانند ایکو-ایکی (لیگ‌های سرزمین خالص «تک‌ذهن») و شورش هوکه (لیگ‌های نیچیرنیست «لوتوس»)، که علیه اربابان سامورایی قیام کردند و در مناطق خاصی حکومت خود را برقرار کردند. این لیگ‌ها همچنین گاهی به جنگ با یکدیگر و با معابد بزرگ می‌رفتند. شورش هوکه توانست مجموعه معبد ایکو ایکی یاماشینا هونگان-جی را ویران کند و بخش زیادی از کیوتو را در دهه ۱۵۳۰ تصرف کند. آنها در نهایت با راهبان جنگجوی تندای انریاکوجی در جنگی که به جنگ دوره تنبون معروف شد، وارد درگیری شدند، که در آن تمام ۲۱ معبد اصلی هوکه (نیچیرن) و بسیاری از کیوتو ویران شدند.
راهبان جنگجو تندای و لیگ‌های ایکو ایکی تا زمان شکست آنها از اودا نوبوناگا (۱۵۳۴–۱۵۸۲)، که هر دو راهبان تندای را در کوه هیئی و سپس ایکو ایکی را تحت سلطه خود درآورد، یک قدرت سیاسی اصلی در ژاپن در نبردهای ایشی‌یاما هونگان (۱۵۷۰–۱۵۸۰) باقی ماندند.
در اواسط قرن شانزدهم، غربی‌ها برای اولین بار وارد ژاپن شدند و فناوری‌های جدید و همچنین مسیحیت در ژاپن را معرفی کردند. این منجر به مناظرات متعددی بین مسیحیان و بودایی‌ها، مانند به اصطلاح «مناظره‌های فرقه‌ای یاماگوچی» (یاماگوچی نو شورون) شد.

### ادو (توکوگاوا)-دوره (۱۶۰۳–۱۸۶۸)
پس از دوره جنگ دوره سنگوکو، ژاپن توسط شوگون‌سالاری توکوگاوا (۱۶۰۰–۱۸۶۸) که کشور را از طریق سیستم فئودالی منطقه‌ای «دایمیو» اداره می‌کرد، دوباره متحد شد. توکوگاوا همچنین ورود اکثر اتباع خارجی به کشور را ممنوع کرد. تنها تاجرانی که به آنها اجازه داده شد هلندی‌ها در جزیره دجیما بودند.
در طول قرن هفدهم، توکوگاوا ایه‌میتسو مجموعه‌ای از اصلاحات را آغاز کرد که به دنبال افزایش کنترل دولت بر مذهب (و همچنین حذف مسیحیت) بود. اصلاحات یمیتسو چیزی را ایجاد کرد که سیستم سر-شاخه ("هون-ماتسو سیدو") و سیستم وابستگی معبد ("جیدان";. "دانگا سیدو") نامیده می‌شود. این سیستم از مؤسسات و وابستگی‌های بودایی از قبل موجود استفاده می‌کرد، اما سعی می‌کرد آنها را تحت کنترل رسمی دولت قرار دهد و همه معابد را ملزم می‌کرد که به یک اصل و نسب شناخته شده دولت وابسته باشند.
رهبران بودایی اغلب با دولت کار می‌کردند و از حکومت خود حمایت مذهبی می‌کردند. برای مثال، راهب ذن تاکوآن سوهو (۱۵۷۳–۱۶۴۵) پیشنهاد کرد که روح توکوگاوا ایه‌یاسو یک کامی (روح الهی) است. او همچنین کتابی در مورد ذن و هنرهای رزمی ("بی‌بندوباری ذهن") خطاب به سامورایی‌ها نوشت. در همین حال، سوزوکی شوسان حتی شوگون توکوگاوا ایه‌یاسو را "شاه مقدس" (شوئو) می‌خواند.
در دوره ادو، مؤسسات بودایی از راه‌های آیینی مختلف، مانند فروش طلسم، نام‌ها و القاب پس از مرگ، دعاها و داروها، بودجه تأمین می‌کردند. زیارت در دوره ادو نیز برجسته بود. بسیاری از معابد و مکان‌های مقدس مانند کوه کویا، کوه کونپیرا و کوه اویاما (ولایت ساگامی) میزبان زائران بودایی و زاهدان کوهستانی در سراسر دوران بودند.

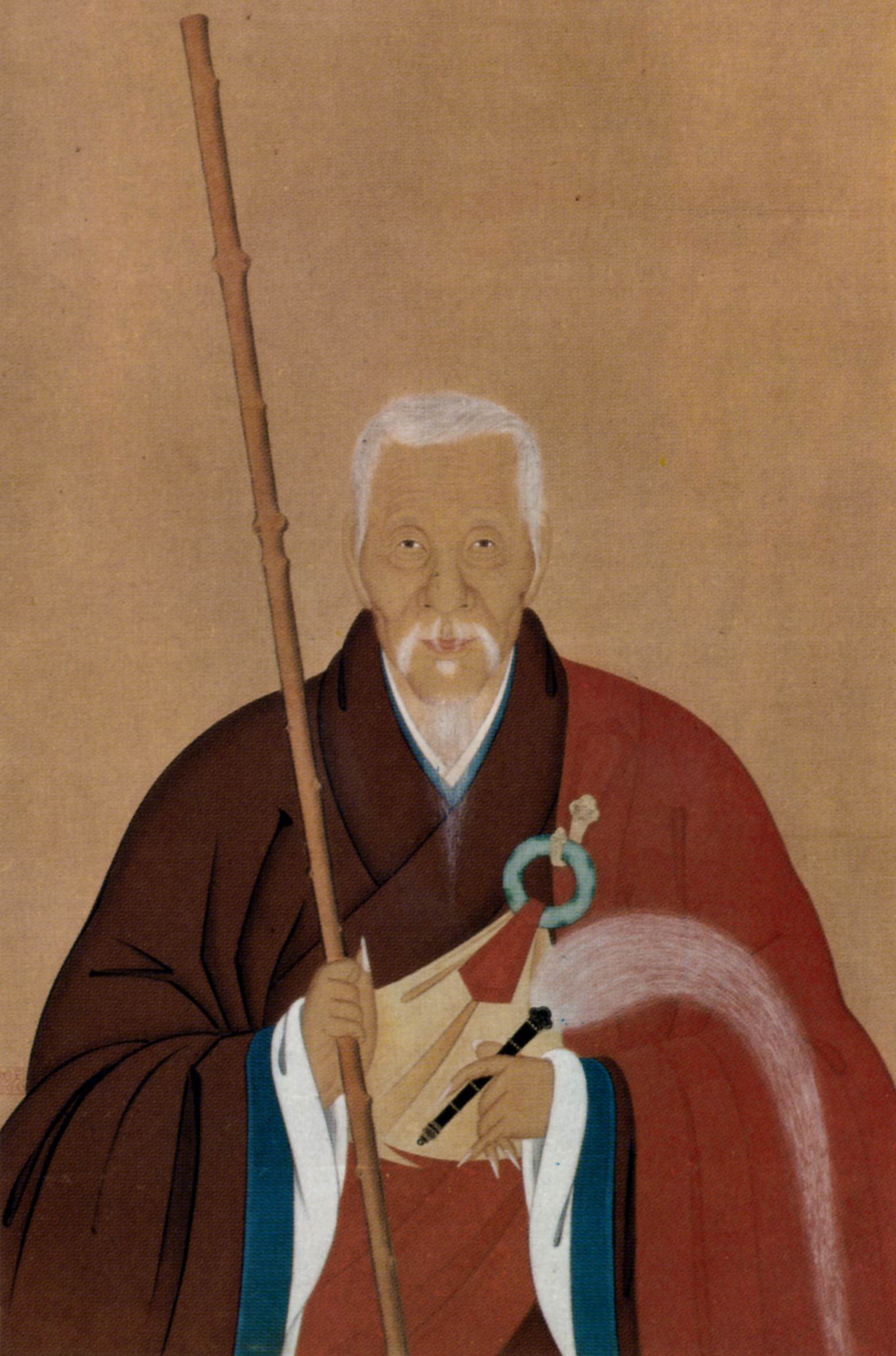
پرتره راهب چینی Yinyuan (اینگن)، که مکتب اوباکو را بنیان‌گذاری کرد

در طول قرن هفدهم، دودمان اوباکو ذن توسط اینگن، یک راهب چینی معرفی شد. اینگن عضو مکتب لینجی در مینگ چین بود. این دودمان که تمرین دوگانه زازن و نمبوتسو را ترویج می‌کرد، بسیار موفق بود و تا اواسط قرن هجدهم بیش از هزار معبد داشت.
در همین حال، نسل جدیدی از واعظان عمومی شروع به تردد در فضاهای عمومی و توسعه اشکال جدیدی از موعظه کردند. اینها شامل راهب سرزمین پاک آنراکوآن ساکودن (۱۵۵۴–۱۶۴۲) است که به عنوان مبتکر راکوگو شناخته می‌شود و «سی سویشو» (می‌خندد تا شما را بیدار کند) نوشته است. مجموعه حکایت‌های طنز. دیگر واعظان دوره‌گرد آن دوران که از داستان‌ها و روایت‌ها استفاده کردند عبارتند از راهب شینگون-ریتسو رنتای (۱۶۶۳–۱۷۲۶) و راهب سرزمین پاک آسای ریوی (مرگ ۱۶۹۱).
هاکوین اکاکو (۱۶۸۵–۱۷۶۸) تأکید زیادی بر آموزش کوان به عنوان ابزار آموزشی اصلی سنت خود داشت و با استفاده از ایده‌هایی از طب چینی و دائوئیسم، آن را با یک تمرین جسمانی ترکیب کرد. هاکوین همچنین از اختلاط ذن و سرزمین خالص انتقاد کرد. نظرهای او در دوره میجی (۱۸۶۸–۱۹۱۲)، زمانی که دارما- وارثان بر مکتب رینزای ژاپن تسلط یافتند.
در طول دوره ادو، رشد بی‌سابقه‌ای در انتشارات چاپی (تا حدی به دلیل حمایت رژیم توکوگاوا) و خلق و فروش آثار چاپی بودایی منفجر شد. راهب تندای تنکای، تحت حمایت یمیتسو، رهبری چاپ «کانون» بودایی (ایسسای کیو یعنی تریپیتاکا بود. همچنین انتشار یک تجدید چاپ با کیفیت بسیار بالا قابل توجه بود.
از «تریپی تاکه» دوران مینگ توسط تتسوگن دوکو، استاد مشهور مکتب اوباکو. بخش مهمی از رونق انتشار کتاب‌های خطبه‌های بودایی به نام «کانگه‌بون» (دانگی-بون) بود.
با حمایت شوگونات، مکتب بودایی نیز در دوره ادو رونق گرفت، و مدارس عمده بودایی نظام‌های جدیدی از مطالعه مکتبی را در حوزه‌های علمیه مدارس خود (دانرین) ایجاد کردند. نمونه‌ها عبارتند از کانتو جوهاچی دانرین در منطقه کانتو، که تحت حمایت خاندان توکوگاوا، که برجسته‌ترین آنها معبد زوجو است. دودمان سرزمین پاک حقیقی یک نظام حوزوی گسترده ایجاد کردند که در نهایت به دانشگاه ریوکوکو تبدیل شد. همچنین رنسانس مطالعات سانسکریت در مکتب شینگون وجود داشت که توسط شخصیت‌هایی مانند جوگون (۱۶۳۹–۱۷۰۲) و جیون سونجا (۱۷۱۸–۱۸۰۴) رهبری می‌شد. در همین حال، محققان در سوتو ذن، به رهبری منزان زویهو (۱۶۸۳–۱۷۶۹) تلاش زیادی برای انتشار و مطالعه آثار دوگن انجام دادند.
همچنین در این زمان جنبشی گسترده در میان بسیاری از فرقه‌های بودایی برای بازگشت به استفاده صحیح از احکام بودایی وجود داشت. چهره‌های متعددی در مدارس اوباکو، شینگون، شینگون ریشو، نیچیرن، جودو شو و سوتو در این تلاش برای تشدید و اصلاح نظم و انضباط اخلاقی بودایی شرکت کردند.

### دوره میجی (۱۸۶۸–۱۹۱۲)

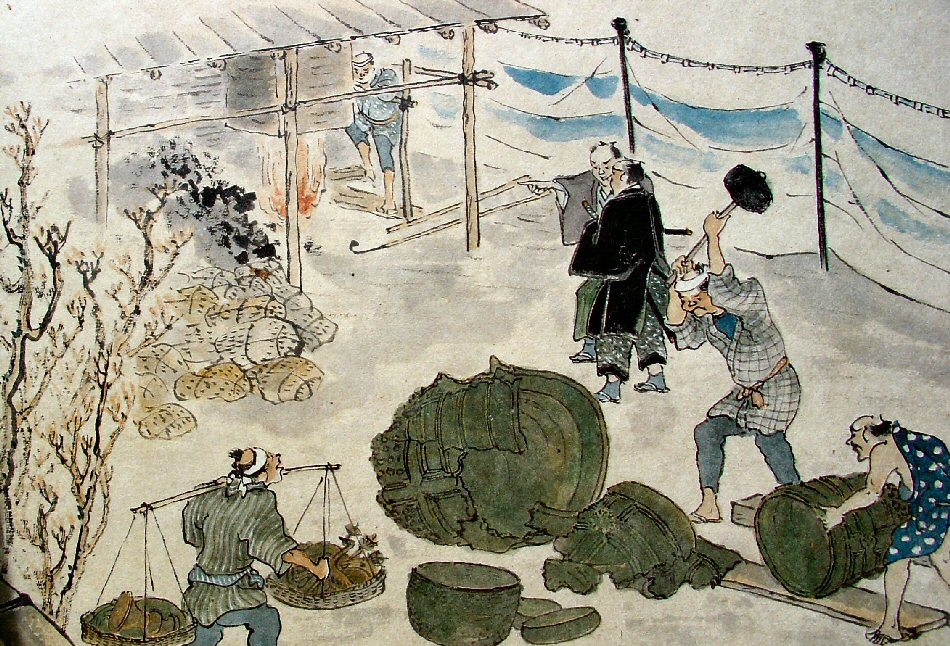
برداشتن و خرد کردن زنگ‌های معبد بودایی برای به‌دست آوردن برنز در طول «هایبوستو کیشاکو»

پس از بازسازی می‌جی در سال ۱۸۶۸، دولت جدید امپراتوری نگرش شدید ضد بودایی را اتخاذ کرد. شکل جدیدی از شینتو بکر، که از همه تأثیرات بودایی حذف شده بود، به عنوان دین دولتی ترویج شد، یک سیاست رسمی دولتی به نام «شینبوتسو بونری» (جدا کردن بودیسم از شینتو)، که با آغاز شد. "دستور جدایی کامی و بودا" ("shinbutsu hanzenrei") در سال 1868. ایدئولوگ‌های این شینتوی جدید در پی بازگشت به روح ناب ژاپنی بودند، قبل از اینکه تحت تأثیر تأثیرات خارجی، عمدتاً بودیسم، «فاسد» شود. آن‌ها تحت تأثیر شخصیت‌های مطالعات ملی مانند موتوئوری نوریناگا (۱۷۳۰–۱۸۰۱) و هیراتا آتسوتانه (۱۷۷۶–۱۸۴۳) بودند که هر دو به شدت از بودیسم انتقاد کردند. نظم جدید برچیده شد مجموعه‌های ترکیبی معبد و زیارتگاه که قرن‌ها وجود داشته است. راهبان بودایی دیگر قادر به تمرین در زیارتگاه‌های شینتو نبودند و مصنوعات بودایی از زیارتگاه‌های شینتو حذف شدند.
این جرقه یک جنبش مردمی و اغلب خشونت‌آمیز برای ریشه کن کردن بودیسم را برانگیخت که به عنوان عقب مانده و خارجی و مرتبط با شوگونات فاسد دیده می‌شد. خشم فروخورده زیادی در میان مردم وجود داشت زیرا توکوگاوا سیستم دانکا خانواده‌ها را مجبور می‌کردند که خود را به یک معبد بودایی وابسته کنند، که شامل تعهد کمک‌های نقدی نیز می‌شد. بسیاری از معابد بودایی از این سیستم برای به دست آوردن پول سوء استفاده کردند و باری ناخواسته بر دوش کلیسای خود ایجاد کردند.
این آزار و شکنجه مذهبی بودیسم، که به نام «هایبوتسو کیشاکو» (به معنای واقعی کلمه: «الغا کردن بودیسم و نابود کردن گوتاما بودا» شناخته می‌شود)، شاهد نابودی و بسته شدن بسیاری از مؤسسات بودایی در سراسر ژاپن بود. و همچنین مصادره زمین‌های آنها، لایک کردن اجباری راهبان بودایی و تخریب کتب بودایی و مصنوعات. در برخی موارد، راهبان مورد حمله قرار گرفتند و کشته شدند.
خشونت به تمام مناطق کشور سرایت کرد. ژاپن‌شناس مارتین کولکات معتقد است بودیسم ژاپنی در آستانه نابودی کامل بود.
تخمین زده می‌شود که ۴۰۰۰۰ معبد بودایی و در برخی مکان‌ها ویران شده است. درصد تخریب معابد بودایی به ۸۰٪ رسید. شدت تخریب به منطقه بستگی داشت، و خشونت آمیزترین دوران هایبوتسو کیکاکو بین سال‌های ۱۸۶۹ و ۱۸۷۱ ادامه یافت.
فرمان دولت در آوریل ۱۸۷۲ به وضعیت احکام بودایی به عنوان قانون دولتی پایان داد و به راهبان اجازه داد تا ازدواج کنند، گوشت بخورند و مقررات تندرستی و پوشش را متوقف کرد. نتیجه این قانون (در طول حدود چهار دهه) این بود که اکثر مردم بودایی خاندان در ژاپن با هم ازدواج می‌کنند و بسیاری از معابد در یک خانواده به ارث رسیده‌اند.
سیاست‌های دولت ضد بودایی و آزار و اذیت مذهبی بسیاری از نهادهای بودایی را در حالت تدافعی در برابر کسانی قرار داد که آن را دشمن مردم ژاپن می‌دانستند. این امر مؤسسات بودایی ژاپن را وادار کرد تا نقش بودیسم را در یک دولت مدرن ژاپنی که اکنون از شینتوی حکومتی حمایت می‌کند، دوباره بررسی و ابداع کنند. وجود دارد. طیف وسیعی از استراتژی‌ها و جنبش‌های اصلاحی بودند که هدفشان قرار دادن بودیسم به عنوان شریک مفید برای مدرن شدن ژاپن بود. این شامل اصلاحات روحانی برای تشدید انضباط و همچنین اصلاحات مربوط به دکترین و عمل بود. برخی از بودایی‌ها با تلفیق آن با علم و فلسفه غرب به دنبال مدرنیزه کردن اندیشه بودایی بودند.
این "بودیسم جدید" اصلاح شده ("شین بوکیو") اغلب توسط افراد غیرعادی مانند ساکاینو کویو (۱۸۷۱–۱۹۳۳) و تاکاشیما بیهو (۱۸۷۵–۱۹۴۹) که انجمن شین بوکیوتو دوشیکای (انجمن بودایی جدید) را تأسیس کردند، ترویج شد. در سال ۱۸۹۹ و ترویج عدالت اجتماعی فعالیت‌ها. بودایی‌های جدید اغلب با فضایل بودایی به میهن‌پرستی ملی‌گرایانه ژاپنی می‌پیوندند. برخی از سازمان‌های بودایی جدید کاملاً ملی‌گرایی ژاپنی را پذیرفتند، مانند «Kokuchūkai» (ستون جامعه ملت) تاناکا چیگاکو (۱۸۶۱–۱۹۳۹)، که امپریالیسم ژاپن را به عنوان تبلیغ کرد. راهی برای انتشار پیام لوتوس سوترا. یکی دیگر از جامعه‌های بودایی جدید «کیی-کای» (انجمن ووف و تار، که در سال ۱۸۹۴ تأسیس شد) بود، که منتقد استحکام عقیدتی بودیسم سنتی بود و از آنچه آنها «تحقیق آزاد» (jiyū tōkyū) نامیدند، به عنوان راهی برای انجام آن دفاع می‌کرد. به تغییرات سریع زمان پاسخ دهید.
جنبش «سیشین شوگی» (معنویت‌گرایی) کیوزاوا منشی این ایده را ترویج کرد که بودایی‌ها باید بر تزکیه نفس بدون تکیه بر بودیسم سازمان‌یافته یا دولت تمرکز کنند. کیوزاوا و دوستانش با هم در کمونی به نام Kōkōdō (غار وسیع) زندگی می‌کردند و مجله ای به نام Seishinkai (جهان معنوی) منتشر کردند. احکام، مانند Shaku Unshō که ایجاد کرد، یک سازمان غیر روحانی به نام "Jūzen-kai" را تشکیل داد. (انجمن برای ده دستور).
یکی از چهره‌های تأثیرگذار اصلاحات بودایی در این دوره فیلسوف اینو انریو (۱۸۵۸–۱۹۱۹) بود. او که فارغ‌التحصیل دانشگاه توکیو است، به خاطر نقد مسیحیت و همچنین برای ایده‌هایش در مورد اصلاح نهادهای بودایی شهرت دارد. او به دنبال تفسیر تفکر بودایی از دریچه‌ای منطقی‌تر بود و از فلسفه غرب و نیز آموزه‌های بودای تاریخی برای این کار استفاده کرد. او نویسنده پرکار حدود ۱۲۰ کتاب بود، از جمله «شینری کینشین» (اصل راهنمای حقیقت) و «بوکیو کاتسو رون» (حیات بخش بودیسم). او در سال 1904 Tetsugaku-dō (تالار فلسفه) را افتتاح کرد که به شاکیامونی، کنفوسیوس، سقراط و کانت تقدیم شده بود. او همچنین از فعالیت‌های رفاه اجتماعی حمایت می‌کرد.
همچنین در طول دوره میجی بود که مطالعات بودایی ژاپنی به عنوان یک رشته دانشگاهی آغاز شد. این جرقه با سفر برون مرزی دانشمندان ژاپنی به دانشگاه‌های غربی و مواجهه با مطالعات متنی بودایی در آنجا، به ویژه مطالعه تاریخ بودیسم در هند و زبان‌های آن (زبان سانسکریت و زبان پالی) آغاز شد. . این امر باعث شد که برخی بوداییان ژاپنی درستی سنت‌های بودایی ژاپنی را زیر سؤال ببرند. با این حال، دولت ژاپن در این زمان تردید داشت که بودیسم را تحت تأثیر قرار دهد. آموزش عمومی و در نتیجه مطالعات بودایی به جای «مذهب» تحت «فلسفه» طبقه‌بندی شد و اصطلاحاتی مانند «مطالعات هندی» بیش از «مطالعات بودایی» مورد علاقه است.
یکی از اولین دانشگاهیان ژاپنی Nanjō Bunyū (۱۸۴۹–۱۹۲۷) بود که با ماکس مولر زبان سانسکریت را در آکسفورد آموخت و بعداً در دانشگاه امپراتوری توکیو منصوب شد. در همین حال، Murakami Senshō (۱۸۵۱–۱۹۲۹) بر مطالعه متون سانسکریت و پالی و تاریخ آیین بودا متمرکز شد. او بر ارزش‌های جهانی بودیسم جهانی تمرکز کرد و در آثاری مانند «دایجو بوستسو ران هیهان» (نقد نظریه‌ای که ماهایانا آموزش مستقیم بودای تاریخی است، ۱۹۰۳) به‌طور انتقادی در مورد سوگیری تاریخی بودیسم ژاپنی نوشت. .
تعدادی از جنبش‌های بودایی جدید نیز وجود داشتند که در دوره میجی تا سال ۱۹۴۵ رواج یافتند. برخی از تأثیرگذارترین آنها جنبش‌های نیچیرنیست/نیلوفر آبی سوکا گاکای، رییوکای و ریشو بودند. کوسه‌ی کای. آنها بر تبلیغ دینی فعال و منافع شخصی دنیوی تمرکز کردند.

### بودیسم زمان جنگ (۱۹۳۱–۱۹۴۵)
در طول «جنگ پانزده ساله» (از حمله ژاپن به منچوری در سال ۱۹۳۱ و پایان یافتن به تسلیم ژاپن در سال ۱۹۴۵)، اکثر نهادهای بودایی ژاپنی از نظامی‌سازی ژاپن حمایت کردند.
حمایت بوداییان ژاپنی از امپراتوری استعماری ژاپن و نظامی‌گری ژاپن ریشه در دوران میجی داشت که نیاز بود بودایی‌ها نشان دهند که شهروندان خوبی هستند که با تلاش‌های ژاپن برای مدرن‌سازی و تبدیل شدن به یک قدرت بزرگ مرتبط بودند. برخی از بودایی‌ها، مانند تاناکا چیگاکو، جنگ را راهی برای گسترش بودیسم می‌دانستند. در طول جنگ روسیه و ژاپن، رهبران بودایی از تلاش‌های جنگی به روش‌های مختلف حمایت کردند، مانند ارائه کشیشان به ارتش، انجام مراسم برای تضمین پیروزی و همکاری با خانواده‌های سربازان کشته شده. در طول جنگ پانزده ساله، بوداییان ژاپنی از تلاش‌های جنگی به روش‌های مشابه حمایت کردند و کشیشان بودایی به هنگ‌های ارتش امپراتوری وابسته شدند.
میوواکای (انجمن نور و صلح)، یک سازمان بودایی فراجناحی، از حامیان جدی تلاش‌های جنگی بود که ایده «نیروی خیرخواهانه» را ترویج می‌کرد که معتقد بود «جنگی که به دلیل خوبی انجام می‌شود مطابق با خیرخواهی و خیرخواهی بزرگ است. شفقت بودیسم." یکی دیگر از سازمانهای بودایی راستگرا در طول جنگ نیسو سازمان تروریستی اینوئه "حادثه لیگ خون" ("کتسومه ایدن ")، که تلاش برای انجام یک سری از ترورها، به اوج خود را در ترور نخست‌وزیر ژاپن تسویوشی اینوکای، رویدادی که به «حادثه ۱۵ مه» معروف است.
در طول جنگ، دولت ژاپن به دنبال تشدید کنترل خود بر نهادهای بودایی بود. آنها تلاش کردند مکاتب بودایی را وادار کنند که هر زبان یا ایده ای را که چیزی کمتر از وفاداری کامل به امپراتور را آشکار می‌کند یا از اهمیت شینتو کامی می‌کاهد، از آموزه‌های خود حذف کنند. این شامل بخش‌هایی از نوشته‌های بنیان‌گذاران بودایی قرون وسطایی مانند شینران و نیچیرن بود که نوشته بودند گاهی انتقاد از حاکمان در صورت مخالفت با دارما خوب است.
بودایی‌ها نیز مجبور شدند به طلسم‌های معبد ایسه احترام بگذارند و عواقب جدی برای کسانی که امتناع کردند به همراه داشت. به عنوان مثال، در طول دهه ۱۹۴۰، "رهبران هر دو هونمون هوککه شو و سوکا گاککای به دلیل سرپیچی از سیاست مذهبی دولت در زمان جنگ، که نشان دادن احترام به شینتو دولتی را الزامی می‌کرد، زندانی شدند.
چند نفر که مستقیماً با جنگ مخالفت می‌کردند، هدف دولت قرار گرفتند. اینها عبارتند از راهب رینزای ایچیکاوا هاکوگن، و ایتو شوشین (۱۸۷۶–۱۹۶۳)، راهب سابق جودو شینشو.

### از سال ۱۹۴۵
در پایان جنگ جهانی دوم، ژاپن حملات هوایی به ژاپن بود که بیشتر شهرها ویران بودند. اشغال ژاپن ایالت شینتو را لغو کرد، آزادی ادیان و جدایی دین از دولت را تأسیس کرد که در سال ۱۹۴۷ بخشی رسمی از قانون اساسی ژاپن شد.
این بدان معنی بود که معابد و مؤسسات بودایی اکنون آزاد بودند که با هر دودمان مذهبی ارتباط برقرار کنند یا اگر اختلافات اعتقادی یا اداری بیش از حد ثابت شود، مستقل شوند. یک مثال زمانی است که معبد هوریو-جی از دودمان هوسو مستقل شد و فرقه شوتوکو خود را ایجاد کرد.
مردم ژاپن از مشارکت بودایی‌ها در کمک و ترویج تلاش‌های جنگ آگاه بودند. به همین دلیل، دودمان بودایی به خاطر فعالیت‌های خود در زمان جنگ دست به توبه زده‌اند. گروه‌های بودایی در جنبش صلح پس از جنگ فعال بوده‌اند.
معابد بودایی در ژاپن پس از جنگ دوران سختی را تجربه کردند. خسارات زیادی برای تعمیر وجود داشت و بودجه کمی برای آن وجود داشت. در دهه ۱۹۵۰، وضعیت به آرامی بهبود یافت، به ویژه برای معابدی که می‌توانستند از گردشگری و سایر راه‌های تأمین بودجه استفاده کنند. با این حال، اصلاحات ارضی پس از جنگ و جمعیت شهری و سیار فزاینده به این معنی بود که معابد هم ساکنان و هم دارایی‌های زمین را از دست دادند.
در دهه ۱۹۶۰، بسیاری از معابد صرفاً بر ارائه خدماتی مانند تشییع جنازه و تدفین متمرکز بودند. در سال ۱۹۶۳، تامامورا تایجو اصطلاح «سوشیکی بوکّیو» (بودیسم تشییع جنازه) را ابداع کرد تا فرمالیسم آیینی بودیسم معبد در ژاپن پس از جنگ را توصیف کند که اغلب از نیازهای معنوی مردم جدا شده بود. ژاپن پس از جنگ شاهد کاهش بودیسم سنتی معبدی بود، به طوری که تقریباً ۱۰۰ سازمان بودایی در هر سال ناپدید شدند. با این حال، حدود ۹۰ درصد از مراسم خاکسپاری ژاپنی‌ها بر اساس آیین‌های بودایی انجام می‌شود.

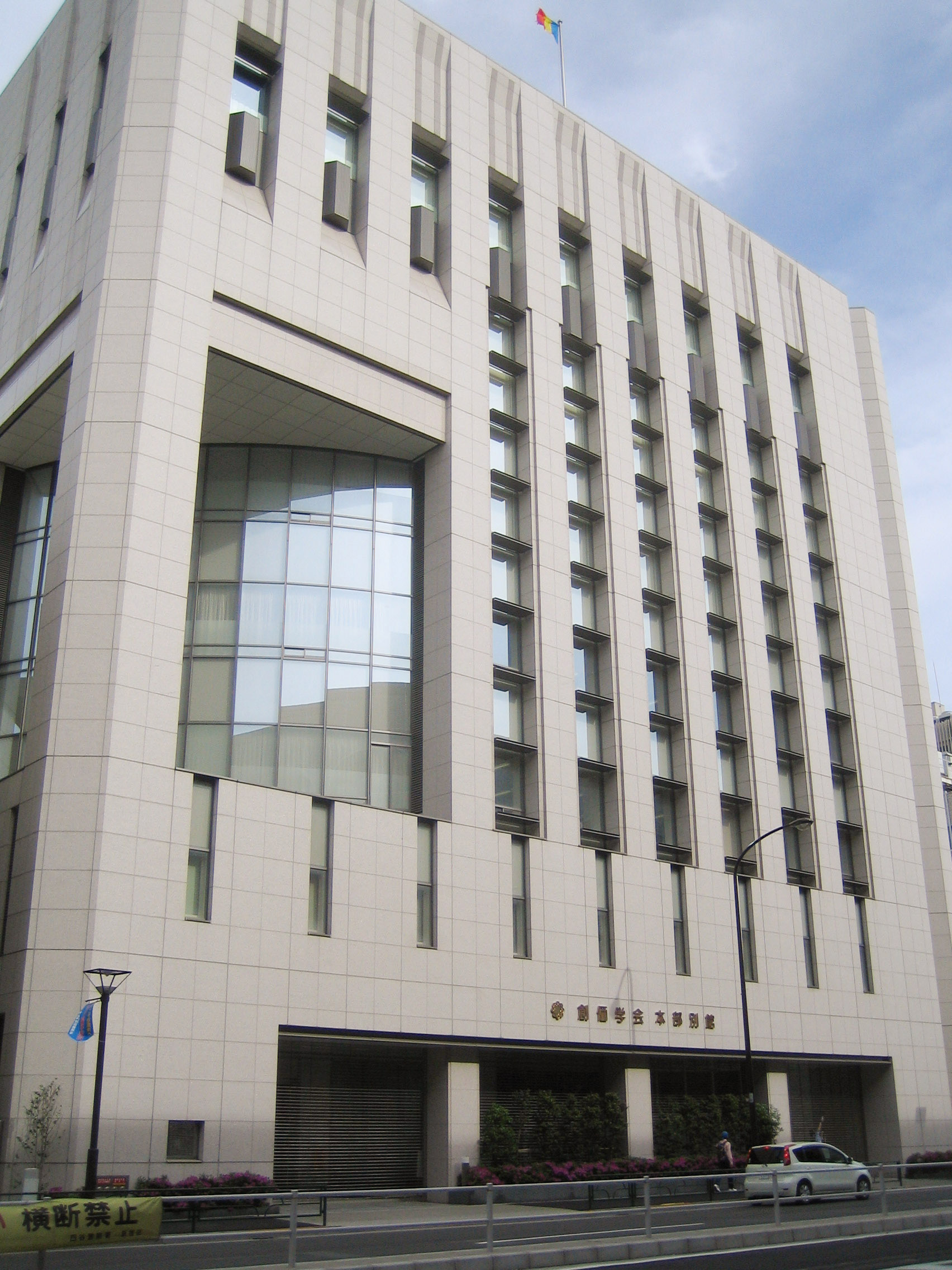
دفتر مرکزی سوکا گاکای در توکیو

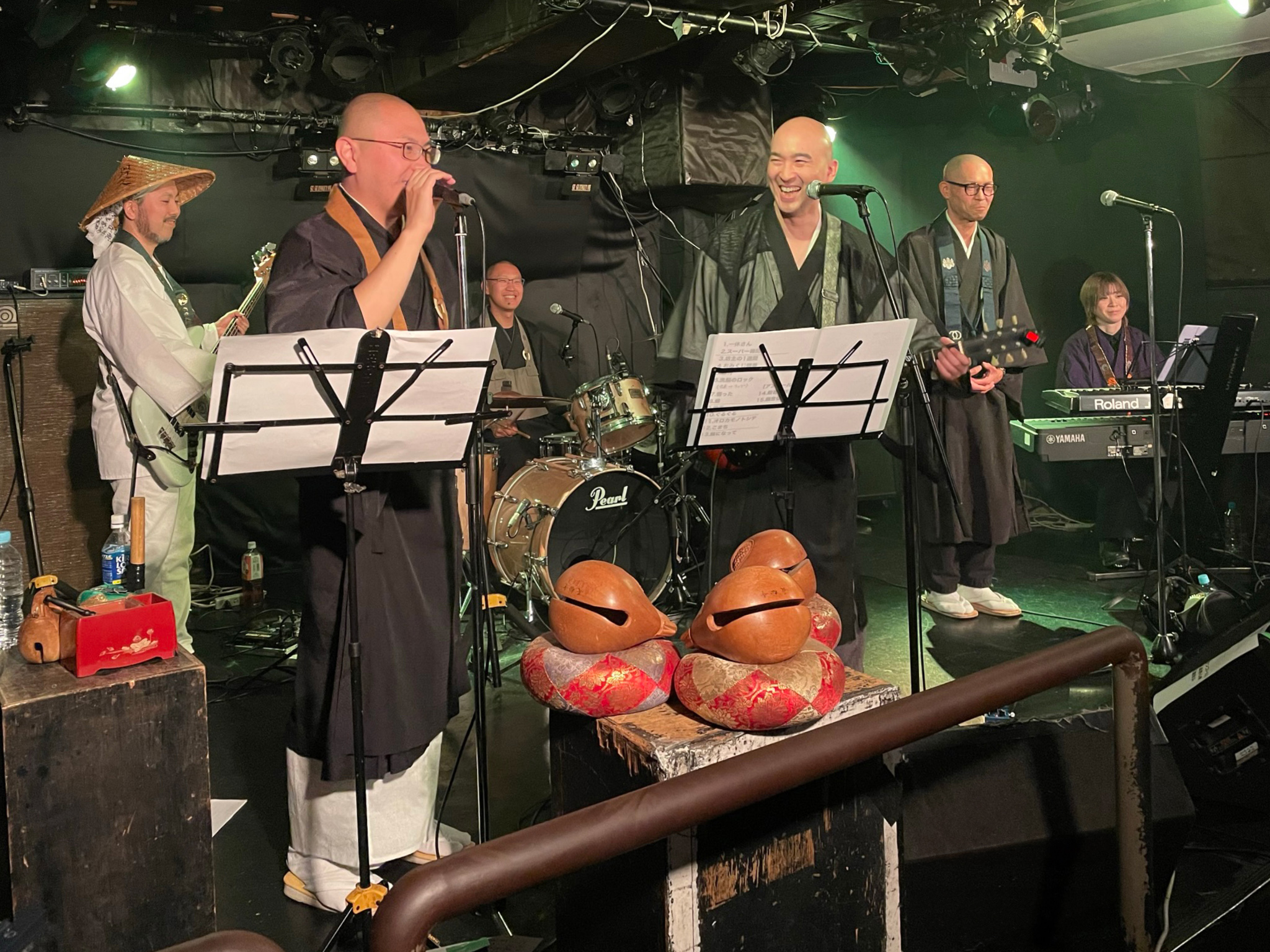
Vowz Band (گروهی از راهبان بودایی که از موسیقی راک برای انتشار پیام استفاده می‌کنند)

در طول دوره پس از جنگ، برخلاف بودیسم سنتی معابد، مذهب‌های جدید ژاپنی مبتنی بر بودایی به سرعت رشد کردند، به ویژه جنبش‌های مبتنی بر نیچیرن/لوتوس سوترا مانند سوکا گاکای و ریشو کوسیکای (که امروزه بزرگ‌ترین سازمان‌های بودایی غیر روحانی در تمام ژاپن هستند). Soka Gakkai "... در هرج و مرج ژاپن پس از جنگ به سرعت رشد کرد از حدود ۳۰۰۰ عضو در سال ۱۹۵۱ به بیش از ۸ میلیون عضو در سال ۲۰۰۰، و مدارس، کالج‌ها و دانشگاه و همچنین موسسه‌های فرهنگی تأسیس کرده است.
تحقیقی در مورد علت رشد مؤمنان و افزایش مشارکت در جامعه علت را به نیچیرن آموزه‌های "مسئولیت اجتماعی": "اما در سنت بودیسم نیچیرن، سوره نیلوفر را می‌یابیم که به دیدگاهی از مسئولیت اجتماعی متمایز است. به گفته یک دانشگاهی مؤمنان غیر روحانی بودیسم «... نگاهی جایگزین از ژاپن ارائه می‌دهند که در آن شکل بودیسم آن‌ها شالوده مذهبی یک جامعه صلح‌آمیز، روان‌شناختی و مادی را تشکیل می‌دهد».
در دهه ۱۹۷۰، در طی یک دوره پرشتاب معجزه اقتصادی ژاپن، موجی از جنبش‌های مذهبی جدید به وجود آمد که "مذاهب جدید جدید" ("شین شین شوکیو") نامیده شدند. در حالی که ادیان جدید تمایل به تمرکز بر نیچیرن داشتند، ادیان بودایی "جدید جدید" متأثر از بسیاری از سنت‌های بودایی دیگر هستند. ادیان جدید بودایی عبارتند از آگون شو (مکتب آگاما)، گه‌داتسوکای (انجمن روشنگری، طراحی از شینگون و شینتو)، و شین نیو-ئن (باغ حقیقت). بنابراین، دین مبتنی بر شینگون). اوم شینریکو، بدنام‌ترین این ادیان جدید، فرقه خطرناکی است که مسئول حادثه حمله با گاز سارین در متروی توکیو است.
ژاپن بعد از اشغال همچنین شاهد جنبش‌های فلسفی جدیدی در میان روشنفکران بودایی به نام مکتب کیوتو بود، زیرا توسط گروهی از استادان دانشگاه کیوتو، عمدتاً کیتارو نیشیدا رهبری می‌شد (۱۸۷۰–۱۹۴۵).)، هاجیمه تانابه (۱۸۸۵–۱۹۶۲) و کیجی نیشیتانی (۱۹۰۰–۱۹۹۱). این متفکران از فیلسوفان غربی مانند کانت، هگل و نیچه و اندیشه بودایی برای بیان دیدگاهی جدید استفاده کردند. حوزه فکری دیگری که مورد توجه قرار گرفته است بودیسم انتقادی ("هیهان بوکیو") است که با کشیشان سوتو ذن مانند هاکامایا نوریاکی (متولد ۱۹۴۳) و ماتسوموتو شیرو (متولد ۱۹۵۰) مرتبط است، که برخی از ایده‌های کلیدی را نقد کردند. در ژاپنی ماهایانا (عمدتا طبیعت بودا و روشنگری اصلی) به عنوان ناسازگار با دکترین آناتا بودا. بوداییان منتقد همچنین کاستی‌های اخلاقی بودیسم ژاپنی را بررسی کرده‌اند، مانند حمایت از خشونت ملی گرایانه و تبعیض اجتماعی.

## جمعیت‌شناسی
بر اساس برآوردهای دولت ژاپن آژانس امور فرهنگی، تا تاریخ ۲۰۱۸، بودیسم با حدود ۸۴ میلیون پیرو یا حدود ۶۹ درصد از جمعیت‌شناسی ژاپن دین غالب در ژاپن بود، در حالی که شینتو دومین مذهب را داشت، اگرچه تعداد زیادی از مردم عناصر هر دو را انجام می‌دادند. بر اساس آمار آژانس امور فرهنگی در سال ۲۰۲۳، شرکت مذهبی تحت صلاحیت وزارت آموزش، فرهنگ، ورزش، علوم و فناوری در ژاپن ۱۲۹ میلیون جمعیت داشت که ۴۶ میلیون نفر از آنها بودایی بودند. اکثر آنها معتقد به مکاتب جدید بودیسم بودند که در دوره کاماکورا (۱۱۸۵–۱۳۳۳) تأسیس شدند. فرقه جودو با ۲۲ میلیون ایماندار و پس از آن نیچیرن بودایی‌ها با ۱۰ میلیون ایماندار.
طیف وسیعی از برآوردها وجود دارد. مرکز تحقیقات پیو تخمین زده است که ۳۶٫۲٪ از جمعیت در سال ۲۰۱۰ به بودیسم عقیده داشتند. بررسی شخصیت ملی ژاپن در سال ۲۰۱۳ نشان داد که تقریباً ۷۰ درصد از جمعیت ژاپن به هیچ اعتقاد مذهبی پایبند نیستند. نظرسنجی دیگری نشان می‌دهد که حدود ۶۰ درصد از خانواده‌های ژاپنی در خانه‌های خود یک بوتسودان (زیارتگاه بودایی) دارند. طبق یک مطالعه مرکز تحقیقات پیو در سال ۲۰۱۲، ژاپن پس از بوداگرایی چینی و تایلند بیشترین تعداد بودایی را در جهان دارد.